# Ducado de Medina Sidonia
El ducado de Medina Sidonia es un título nobiliario hereditario del Reino de España que el rey Juan II de Castilla otorgó a Juan Alonso Pérez de Guzmán, III conde de Niebla, el 17 de febrero de 1445, como premio a los servicios a la corona de su linaje, que había fundado Guzmán el Bueno. El nombre del ducado proviene de la localidad española de Medina Sidonia, en Andalucía y de él deriva, a su vez, la denominación casa de Medina Sidonia.
Es uno de los principales y más tradicionales títulos de Andalucía y el reino de España y el que le da nombre a la casa de Medina Sidonia, como propietaria del mismo, constituyendo uno de los linajes familiares más importantes de España en relevancia histórica, además de ser el ducado hereditario continuo más antiguo de España y el «primer título ducal en Andalucía concedido a una persona fuera del linaje regio».
Los duques de Medina Sidonia fueron los principales magnates del reino de Sevilla, teniendo control sobre el condado de Niebla, el marquesado de Ayamonte, el marquesado de Gibraltar, el señorío de Sanlúcar de Barrameda, etc. También fueron notables esclavistas, empezando por Juan Alonso Pérez de Guzmán, que tenía 216 esclavos en 1507. Su principal rival en la región fue la casa de Arcos.

## Historia
El ducado de Medina Sidonia es un ducado hereditario que ha sido ostentado sin interrupción desde su concesión en 1445. Por ello se trata del ducado hereditario vigente más antiguo de la Corona de Castilla y del reino de España, puesto que el ducado de Benavente vigente se creó en 1473 y el ducado de Arjona vigente se trata en realidad de una rehabilitación de 1902.
Este ducado tuvo una enorme importancia histórica, por lo que recibió en 1520 la Grandeza de España de Primera Clase o Inmemorial, que se concedió a los principales linajes nobiliarios de España. 
Este título estuvo en manos de la familia Pérez de Guzmán hasta 1779, cuando lo heredó José Álvarez de Toledo y Gonzaga, undécimo marqués de Villafranca del Bierzo. Desde entonces los Álvarez de Toledo ostentaron dicho título hasta la muerte de la XXI duquesa, cuando lo heredó su hijo Leoncio Alonso González de Gregorio y Álvarez de Toledo, del linaje González de Gregorio.
Los duques de Medina Sidonia tienen ascendencia real, debido a que, entre otras muchas líneas, María Antónia Gonzaga y Caraciolo, madre del XVI duque de Medina Sidonia, Francisco de Borja Álvarez de Toledo y Gonzaga, descendía, a través de la Casa de Este, de Catalina Micaela (1567-1597), hija de Felipe II, casada con Carlos Manuel I de Saboya.
La casa consiguió mantener su estatus gracias al trabajo de la mano esclava que trabajaba en sus posesiones agrarias. Según quedó en su testamento de muerte, el tercer duque, Juan Alonso Pérez de Guzmán, tenía 216 esclavos; de lo cuales 95 mujeres y 121 hombres. Estas personas esclavizadas eran, predominantemente, guanches, moros y negros. El número elevado de esclavos aborígenes canarios se debe al uso de un ingenio de azúcar en Tenerife, que obtuvo el duque por apoyar al sanluqueño Alonso Fernández de Lugo en su segundo intento de conquistar la isla. El número de personas esclavizadas en sus posesiones disminuyó en las décadas siguientes, de 216 a 52. Las tuvieron esclavizadas principalmente como servicio doméstico en el palacio ducal de San Lúcar de Barrameda y faenas relativas al mantenimiento de sus tierras .

## Duque de Medina Sidonia anterior a 1445
Con anterioridad a la concesión del ducado de Medina Sidonia a los Guzmanes, condes de Niebla, Enrique II ya le había concedido después del 26 de febrero de 1394 dicho título a Enrique de Castilla y Sousa, hijo natural suyo con la cordobesa Juana Alfonso de Sousa y que murió sin descendencia. En la calle Rey Heredia de Córdoba se conserva un edificio llamado el Palacio del Duque de Medina Sidonia, en alusión a este infante.

## Lista de titulares
| Primera creación por Enrique II de Castilla (1380) | Primera creación por Enrique II de Castilla (1380)                          | Primera creación por Enrique II de Castilla (1380) |
|                                                    | Titular                                                                     | Periodo                                            |
| -------------------------------------------------- | --------------------------------------------------------------------------- | -------------------------------------------------- |
| i                                                  | Enrique de Castilla                                                         | 1394-1404                                          |
| Segunda creación por Juan II de Castilla (1445)    |                                                                             |                                                    |
|                                                    | Titular                                                                     | Periodo                                            |
| i                                                  | Juan Alonso Pérez de Guzmán                                                 | 1445-1468                                          |
| ii                                                 | Enrique de Guzmán                                                           | 1468-1492                                          |
| iii                                                | Juan Alonso Pérez de Guzmán                                                 | 1492-1507                                          |
| iv                                                 | Enrique de Guzmán                                                           | 1507-1513                                          |
| v                                                  | Alonso Pérez de Guzmán                                                      | 1513-1518                                          |
| vi                                                 | Juan Alonso Pérez de Guzmán                                                 | 1518-1558                                          |
| vii                                                | Alonso Pérez de Guzmán el Bueno                                             | 1558-1615                                          |
| viii                                               | Manuel Alonso Pérez de Guzmán el Bueno                                      | 1615-1636                                          |
| ix                                                 | Gaspar Alonso Pérez de Guzmán el Bueno                                      | 1636-1664                                          |
| x                                                  | Gaspar Juan Alonso Pérez de Guzmán el Bueno                                 | 1664-1667                                          |
| xi                                                 | Juan Claros Alonso Pérez de Guzmán el Bueno                                 | 1667-1713                                          |
| xii                                                | Manuel Alonso Pérez de Guzmán el Bueno                                      | 1713-1721                                          |
| xiii                                               | Domingo José Claros Alonso Pérez de Guzmán el Bueno                         | 1721-1739                                          |
| xiv                                                | Pedro de Alcántara Alonso de Guzmán el Bueno                                | 1739-1779                                          |
| xv                                                 | José Álvarez de Toledo Osorio, duque de Alba                                | 1779-1796                                          |
| xvi                                                | Francisco de Borja Álvarez de Toledo Osorio, xii marqués de Villafranca     | 1796-1821                                          |
| xvii                                               | Pedro de Alcántara Álvarez de Toledo y Palafox, xiii marqués de Villafranca | 1821-1867                                          |
| xviii                                              | José Álvarez de Toledo y Silva                                              | 1867-1900                                          |
| xix                                                | Joaquín Álvarez de Toledo y Caro                                            | 1901-1915                                          |
| xx                                                 | Joaquín Álvarez de Toledo y Caro                                            | 1917-1955                                          |
| xxi                                                | Luisa Isabel Álvarez de Toledo y Maura                                      | 1957-2008                                          |
| xxii                                               | Leoncio Alonso González de Gregorio y Álvarez de Toledo                     | Desde 2008                                         |

### Árbol genealógico
Titulares
     Jefes de la Casa anteriores a la creación del ducado (1297-1445)
| \| \| \| \| \| \| \| \| \| \| \| \| \| Guzmán el Bueno, i señor de Sanlúcar (1256-1309) \| \| \| \| \| \| \| \| \| \| \| \| \| \| \| \| \| \| \| \| \| \| \| \| \| \| \| \| \| \| \| \| \| \| \| \| \| \| \| \| \| \| \| \| \| \| \| \| \| \| \| \| \| \| \| \| \| \| \| \| \| \| \| \| \| \| \| \| \| \| \| \| \| \| \| \| \| \| \| \| \| \| \| \| \| \| \| \| \| \| \| \| \| \| \| \| \| \| \| \| \| \| \| \| \| \| \| \| \| \| \| \| \| \| Juan Alonso Pérez de Guzmán, ii señor de Sanlúcar (1285-1351) \| Juan Alonso Pérez de Guzmán, ii señor de Sanlúcar (1285-1351) \| Juan Alonso Pérez de Guzmán, ii señor de Sanlúcar (1285-1351) \| Juan Alonso Pérez de Guzmán, ii señor de Sanlúcar (1285-1351) \| Juan Alonso Pérez de Guzmán, ii señor de Sanlúcar (1285-1351) \| Juan Alonso Pérez de Guzmán, ii señor de Sanlúcar (1285-1351) \| \| \| Enrique II de Castilla (1334-1379) \| Enrique II de Castilla (1334-1379) \| Enrique II de Castilla (1334-1379) \| Enrique II de Castilla (1334-1379) \| Enrique II de Castilla (1334-1379) \| Enrique II de Castilla (1334-1379) \| \| \| \| \| \| \| \| \| \| \| \| \| \| \| \| \| \| \| \| \| \| \| \| \| \| \| \| \| \| \| \| \| \| \| \| \| \| \| \| \| \| \| \| Juan Alonso Pérez de Guzmán, ii señor de Sanlúcar (1285-1351) \| Juan Alonso Pérez de Guzmán, ii señor de Sanlúcar (1285-1351) \| Juan Alonso Pérez de Guzmán, ii señor de Sanlúcar (1285-1351) \| Juan Alonso Pérez de Guzmán, ii señor de Sanlúcar (1285-1351) \| Juan Alonso Pérez de Guzmán, ii señor de Sanlúcar (1285-1351) \| Juan Alonso Pérez de Guzmán, ii señor de Sanlúcar (1285-1351) \| \| \| Enrique II de Castilla (1334-1379) \| Enrique II de Castilla (1334-1379) \| Enrique II de Castilla (1334-1379) \| Enrique II de Castilla (1334-1379) \| Enrique II de Castilla (1334-1379) \| Enrique II de Castilla (1334-1379) \| \| \| \| \| \| \| \| \| \| \| \| \| \| \| \| \| \| \| \| \| \| \| \| \| \| \| \| \| \| \| \| \| \| \| \| \| \| \| \| \| \| \| \| \| \| \| \| \| \| \| \| \| \| \| \| \| \| \| \| \| \| \| \| \| \| \| \| \| \| \| \| \| \| \| \| \| \| \| \| \| \| \| \| \| \| \| \| \| \| \| \| \| Alonso Pérez de Guzmán, iii señor de Sanlúcar († 1365) \| Alonso Pérez de Guzmán, iii señor de Sanlúcar († 1365) \| Alonso Pérez de Guzmán, iii señor de Sanlúcar († 1365) \| Alonso Pérez de Guzmán, iii señor de Sanlúcar († 1365) \| Alonso Pérez de Guzmán, iii señor de Sanlúcar († 1365) \| Alonso Pérez de Guzmán, iii señor de Sanlúcar († 1365) \| \| \| Juan Alonso Pérez de Guzmán, i conde de Niebla (1342-1396) \| Juan Alonso Pérez de Guzmán, i conde de Niebla (1342-1396) \| Juan Alonso Pérez de Guzmán, i conde de Niebla (1342-1396) \| Juan Alonso Pérez de Guzmán, i conde de Niebla (1342-1396) \| Juan Alonso Pérez de Guzmán, i conde de Niebla (1342-1396) \| Juan Alonso Pérez de Guzmán, i conde de Niebla (1342-1396) \| \| \| Beatriz de Castilla, señora de Niebla († 1409) \| Beatriz de Castilla, señora de Niebla († 1409) \| Beatriz de Castilla, señora de Niebla († 1409) \| Beatriz de Castilla, señora de Niebla († 1409) \| Beatriz de Castilla, señora de Niebla († 1409) \| Beatriz de Castilla, señora de Niebla († 1409) \| \| \| \| \| \| \| \| \| \| \| \| \| \| \| \| \| \| \| \| \| \| \| \| \| \| \| \| \| \| \| \| \| \| \| \| Alonso Pérez de Guzmán, iii señor de Sanlúcar († 1365) \| Alonso Pérez de Guzmán, iii señor de Sanlúcar († 1365) \| Alonso Pérez de Guzmán, iii señor de Sanlúcar († 1365) \| Alonso Pérez de Guzmán, iii señor de Sanlúcar († 1365) \| Alonso Pérez de Guzmán, iii señor de Sanlúcar († 1365) \| Alonso Pérez de Guzmán, iii señor de Sanlúcar († 1365) \| \| \| Juan Alonso Pérez de Guzmán, i conde de Niebla (1342-1396) \| Juan Alonso Pérez de Guzmán, i conde de Niebla (1342-1396) \| Juan Alonso Pérez de Guzmán, i conde de Niebla (1342-1396) \| Juan Alonso Pérez de Guzmán, i conde de Niebla (1342-1396) \| Juan Alonso Pérez de Guzmán, i conde de Niebla (1342-1396) \| Juan Alonso Pérez de Guzmán, i conde de Niebla (1342-1396) \| \| \| Beatriz de Castilla, señora de Niebla († 1409) \| Beatriz de Castilla, señora de Niebla († 1409) \| Beatriz de Castilla, señora de Niebla († 1409) \| Beatriz de Castilla, señora de Niebla († 1409) \| Beatriz de Castilla, señora de Niebla († 1409) \| Beatriz de Castilla, señora de Niebla († 1409) \| \| \| \| \| \| \| \| \| \| \| \| \| \| \| \| \| \| \| \| \| \| \| \| \| \| \| \| \| \| \| \| \| \| \| \| \| \| \| \| \| \| \| \| \| \| \| \| \| \| \| \| \| \| \| \| \| \| \| \| \| \| \| \| \| \| \| \| \| \| \| \| \| \| \| \| \| \| \| \| \| \| \| \| \| \| \| \| \| \| \| \| \| \| \| \| \| \| \| \| \| \| \| \| \| Enrique de Guzmán, ii conde de Niebla (1391-1436) \| \| \| \| \| \| \| \| \| \| \| \| \| \| \| \| \| \| \| \| \| \| \| \| \| \| \| \| \| \| \| \| \| \| \| \| \| \| \| \| \| \| \| \| \| \| \| \| \| \| \| \| \| \| \| \| \| \| \| \| \| \| \| \| \| \| \| \| \| \| \| \| \| \| \| \| \| \| \| \| \| \| \| \| \| \| \| \| \| \| \| \| \| \| \| \| \| \| \| \| \| \| \| \| \| \| \| \| \| \| \| \| \| \| Juan Alonso Pérez de Guzmán, i duque de Medina Sidonia (1410-1468) \| \| \| \| \| \| \| \| \| \| \| \| \| \| \| \| \| \| \| \| \| \| \| \| \| \| \| \| \| \| \| \| \| \| \| \| \| \| \| \| \| \| \| \| \| \| \| \| \| \| \| \| \| \| \| \| \| \| \| \| \| \| \| \| \| \| \| \| \| \| \| \| \| \| \| \| \| \| \| \| \| \| \| \| \| \| \| \| \| \| \| \| \| \| \| \| \| \| \| \| \| \| \| \| \| \| \| \| \| \| \| \| \| \| Enrique de Guzmán, ii duque de Medina Sidonia († 1492) \| \| \| \| \| \| \| \| \| \| \| \| \| \| \| \| \| \| \| \| \| \| \| \| \| \| \| \| \| \| \| \| \| \| \| \| \| \| \| \| \| \| \| \| \| \| \| \| \| \| \| \| \| \| \| \| \| \| \| \| \| \| \| \| \| \| \| \| \| \| \| \| \| \| \| \| \| \| \| \| \| \| \| \| \| \| \| \| \| \| \| \| \| \| \| \| \| \| \| \| \| \| \| \| \| \| \| \| \| \| \| \| \| \| Juan Alonso Pérez de Guzmán, iii duque de Medina Sidonia (1464-1507) \| \| \| \| \| \| \| \| \| \| \| \| \| \| \| \| \| \| \| \| \| \| \| \| \| \| \| \| \| \| \| \| \| \| \| \| \| \| \| \| \| \| \| \| \| \| \| \| \| \| \| \| \| \| \| \| \| \| \| \| \| \| \| \| \| \| \| \| \| \| \| \| \| \| \| \| \| \| \| \| \| \| \| \| \| \| \| \| \| \| \| \| \| \| \| \| \| \| \| \| \| \| \| \| \| \| \| \| \| \| \| \| \| \| \| \| \| \| \| \| \| \| \| \| \| \| \| \| \| \| \| \| \| \| \| \| \| \| \| \| \| \| \| \| \| \| \| \| \| \| \| \| \| \| \| Enrique de Guzmán, iv duque de Medina Sidonia (1494-1513) \| Enrique de Guzmán, iv duque de Medina Sidonia (1494-1513) \| Enrique de Guzmán, iv duque de Medina Sidonia (1494-1513) \| Enrique de Guzmán, iv duque de Medina Sidonia (1494-1513) \| Enrique de Guzmán, iv duque de Medina Sidonia (1494-1513) \| Enrique de Guzmán, iv duque de Medina Sidonia (1494-1513) \| \| \| Alonso Pérez de Guzmán, v duque de Medina Sidonia († 1549) \| Alonso Pérez de Guzmán, v duque de Medina Sidonia († 1549) \| Alonso Pérez de Guzmán, v duque de Medina Sidonia († 1549) \| Alonso Pérez de Guzmán, v duque de Medina Sidonia († 1549) \| Alonso Pérez de Guzmán, v duque de Medina Sidonia († 1549) \| Alonso Pérez de Guzmán, v duque de Medina Sidonia († 1549) \| \| \| Juan Alonso Pérez de Guzmán, vi duque de Medina Sidonia (1502-1558) \| Juan Alonso Pérez de Guzmán, vi duque de Medina Sidonia (1502-1558) \| Juan Alonso Pérez de Guzmán, vi duque de Medina Sidonia (1502-1558) \| Juan Alonso Pérez de Guzmán, vi duque de Medina Sidonia (1502-1558) \| Juan Alonso Pérez de Guzmán, vi duque de Medina Sidonia (1502-1558) \| Juan Alonso Pérez de Guzmán, vi duque de Medina Sidonia (1502-1558) \| \| \| Pedro de Guzmán, i conde de Olivares (1503-1569) \| Pedro de Guzmán, i conde de Olivares (1503-1569) \| Pedro de Guzmán, i conde de Olivares (1503-1569) \| Pedro de Guzmán, i conde de Olivares (1503-1569) \| Pedro de Guzmán, i conde de Olivares (1503-1569) \| Pedro de Guzmán, i conde de Olivares (1503-1569) \| \| \| \| \| \| \| \| \| \| \| \| \| \| \| \| \| \| \| \| \| \| \| \| \| \| \| \| Enrique de Guzmán, iv duque de Medina Sidonia (1494-1513) \| Enrique de Guzmán, iv duque de Medina Sidonia (1494-1513) \| Enrique de Guzmán, iv duque de Medina Sidonia (1494-1513) \| Enrique de Guzmán, iv duque de Medina Sidonia (1494-1513) \| Enrique de Guzmán, iv duque de Medina Sidonia (1494-1513) \| Enrique de Guzmán, iv duque de Medina Sidonia (1494-1513) \| \| \| Alonso Pérez de Guzmán, v duque de Medina Sidonia († 1549) \| Alonso Pérez de Guzmán, v duque de Medina Sidonia († 1549) \| Alonso Pérez de Guzmán, v duque de Medina Sidonia († 1549) \| Alonso Pérez de Guzmán, v duque de Medina Sidonia († 1549) \| Alonso Pérez de Guzmán, v duque de Medina Sidonia († 1549) \| Alonso Pérez de Guzmán, v duque de Medina Sidonia († 1549) \| \| \| Juan Alonso Pérez de Guzmán, vi duque de Medina Sidonia (1502-1558) \| Juan Alonso Pérez de Guzmán, vi duque de Medina Sidonia (1502-1558) \| Juan Alonso Pérez de Guzmán, vi duque de Medina Sidonia (1502-1558) \| Juan Alonso Pérez de Guzmán, vi duque de Medina Sidonia (1502-1558) \| Juan Alonso Pérez de Guzmán, vi duque de Medina Sidonia (1502-1558) \| Juan Alonso Pérez de Guzmán, vi duque de Medina Sidonia (1502-1558) \| \| \| Pedro de Guzmán, i conde de Olivares (1503-1569) \| Pedro de Guzmán, i conde de Olivares (1503-1569) \| Pedro de Guzmán, i conde de Olivares (1503-1569) \| Pedro de Guzmán, i conde de Olivares (1503-1569) \| Pedro de Guzmán, i conde de Olivares (1503-1569) \| Pedro de Guzmán, i conde de Olivares (1503-1569) \| Con sucesión en la casa de Olivares. \| \| \| \| \| \| \| \| \| \| \| \| \| \| \| \| \| \| \| \| \| \| \| \| \| \| \| \| \| \| \| \| \| \| \| \| \| \| \| \| \| \| \| Juan Claros de Guzmán, ix conde de Niebla (1519-1556) \| \| \| \| \| \| \| \| \| \| \| \| \| \| \| \| \| \| \| \| \| \| \| \| \| \| \| \| \| \| \| \| \| \| \| \| \| \| \| \| \| \| \| \| \| \| \| \| \| \| \| \| \| \| \| \| \| \| \| \| \| \| \| \| \| \| \| \| \| \| \| \| \| \| \| \| \| \| \| \| \| \| \| \| \| \| \| \| \| \| \| \| \| \| \| \| \| \| \| \| \| \| \| \| \| \| \| \| \| \| \| \| \| \| Alonso Pérez de Guzmán el Bueno, vii duque de Medina Sidonia (1550-1619) \| \| \| \| \| \| \| \| \| \| \| \| \| \| \| \| \| \| \| \| \| \| \| \| \| \| \| \| \| \| \| \| \| \| \| \| \| \| \| \| \| \| \| \| \| \| \| \| \| \| \| \| \| \| \| \| \| \| \| \| \| \| \| \| \| \| \| \| \| \| \| \| \| \| \| \| \| \| \| \| \| \| \| \| \| \| \| \| \| \| \| \| \| \| \| \| \| \| \| \| \| \| \| \| \| \| \| \| \| \| \| \| \| \| Manuel Alonso Pérez de Guzmán el Bueno, viii duque de Medina Sidonia (1579-1636) \| \| \| \| \| \| \| \| \| \| \| \| \| \| \| \| \| \| \| \| \| \| \| \| \| \| \| \| \| \| \| \| \| \| \| \| \| \| \| \| \| \| \| \| \| \| \| \| \| \| \| \| \| \| \| \| \| \| \| \| \| \| \| \| \| \| \| \| \| \| \| \| \| \| \| \| \| \| \| \| \| \| \| \| \| \| \| \| \| \| \| \| \| \| \| \| \| \| \| \| \| \| \| \| \| \| \| \| \| \| \| \| \| \| \| \| \| \| \| \| \| \| \| \| \| \| \| \| \| \| \| \| \| \| \| \| \| \| \| \| \| \| \| \| \| \| \| \| \| \| \| \| \| \| \| \| \| \| \| \| \| \| \| \| \| \| \| \| \| \| \| Gaspar Alonso Pérez de Guzmán el Bueno, ix duque de Medina Sidonia (1602-1664) \| Gaspar Alonso Pérez de Guzmán el Bueno, ix duque de Medina Sidonia (1602-1664) \| Gaspar Alonso Pérez de Guzmán el Bueno, ix duque de Medina Sidonia (1602-1664) \| Gaspar Alonso Pérez de Guzmán el Bueno, ix duque de Medina Sidonia (1602-1664) \| Gaspar Alonso Pérez de Guzmán el Bueno, ix duque de Medina Sidonia (1602-1664) \| Gaspar Alonso Pérez de Guzmán el Bueno, ix duque de Medina Sidonia (1602-1664) \| \| \| Luisa de Guzmán, reina de Portugal (1613-1666) \| Luisa de Guzmán, reina de Portugal (1613-1666) \| Luisa de Guzmán, reina de Portugal (1613-1666) \| Luisa de Guzmán, reina de Portugal (1613-1666) \| Luisa de Guzmán, reina de Portugal (1613-1666) \| Luisa de Guzmán, reina de Portugal (1613-1666) \| \| \| \| \| \| \| \| \| \| \| \| \| \| \| \| \| \| \| \| \| \| \| \| \| \| \| \| \| \| \| \| \| \| \| \| \| \| \| \| \| \| \| \| Gaspar Alonso Pérez de Guzmán el Bueno, ix duque de Medina Sidonia (1602-1664) \| Gaspar Alonso Pérez de Guzmán el Bueno, ix duque de Medina Sidonia (1602-1664) \| Gaspar Alonso Pérez de Guzmán el Bueno, ix duque de Medina Sidonia (1602-1664) \| Gaspar Alonso Pérez de Guzmán el Bueno, ix duque de Medina Sidonia (1602-1664) \| Gaspar Alonso Pérez de Guzmán el Bueno, ix duque de Medina Sidonia (1602-1664) \| Gaspar Alonso Pérez de Guzmán el Bueno, ix duque de Medina Sidonia (1602-1664) \| \| \| Luisa de Guzmán, reina de Portugal (1613-1666) \| Luisa de Guzmán, reina de Portugal (1613-1666) \| Luisa de Guzmán, reina de Portugal (1613-1666) \| Luisa de Guzmán, reina de Portugal (1613-1666) \| Luisa de Guzmán, reina de Portugal (1613-1666) \| Luisa de Guzmán, reina de Portugal (1613-1666) \| Con sucesión en la casa real de Portugal. \| \| \| \| \| \| \| \| \| \| \| \| \| \| \| \| \| \| \| \| \| \| \| \| \| \| \| \| \| \| \| \| \| \| \| \| \| \| \| \| \| \| \| \| \| \| \| \| \| \| \| \| \| \| \| \| \| \| \| \| \| \| \| \| \| \| \| \| \| \| \| \| \| \| \| \| \| \| \| \| \| \| \| \| \| \| \| \| \| \| \| \| Gaspar Juan Alonso Pérez de Guzmán el Bueno, x duque de Medina Sidonia († 1667) \| Gaspar Juan Alonso Pérez de Guzmán el Bueno, x duque de Medina Sidonia († 1667) \| Gaspar Juan Alonso Pérez de Guzmán el Bueno, x duque de Medina Sidonia († 1667) \| Gaspar Juan Alonso Pérez de Guzmán el Bueno, x duque de Medina Sidonia († 1667) \| Gaspar Juan Alonso Pérez de Guzmán el Bueno, x duque de Medina Sidonia († 1667) \| Gaspar Juan Alonso Pérez de Guzmán el Bueno, x duque de Medina Sidonia († 1667) \| \| \| Juan Claros Alonso Pérez de Guzmán el Bueno, xi duque de Medina Sidonia (1642-1713) \| Juan Claros Alonso Pérez de Guzmán el Bueno, xi duque de Medina Sidonia (1642-1713) \| Juan Claros Alonso Pérez de Guzmán el Bueno, xi duque de Medina Sidonia (1642-1713) \| Juan Claros Alonso Pérez de Guzmán el Bueno, xi duque de Medina Sidonia (1642-1713) \| Juan Claros Alonso Pérez de Guzmán el Bueno, xi duque de Medina Sidonia (1642-1713) \| Juan Claros Alonso Pérez de Guzmán el Bueno, xi duque de Medina Sidonia (1642-1713) \| \| \| \| \| \| \| \| \| \| \| \| \| \| \| \| \| \| \| \| \| \| \| \| \| \| \| \| \| \| \| \| \| \| \| \| \| \| \| \| \| \| \| \| Gaspar Juan Alonso Pérez de Guzmán el Bueno, x duque de Medina Sidonia († 1667) \| Gaspar Juan Alonso Pérez de Guzmán el Bueno, x duque de Medina Sidonia († 1667) \| Gaspar Juan Alonso Pérez de Guzmán el Bueno, x duque de Medina Sidonia († 1667) \| Gaspar Juan Alonso Pérez de Guzmán el Bueno, x duque de Medina Sidonia († 1667) \| Gaspar Juan Alonso Pérez de Guzmán el Bueno, x duque de Medina Sidonia († 1667) \| Gaspar Juan Alonso Pérez de Guzmán el Bueno, x duque de Medina Sidonia († 1667) \| \| \| Juan Claros Alonso Pérez de Guzmán el Bueno, xi duque de Medina Sidonia (1642-1713) \| Juan Claros Alonso Pérez de Guzmán el Bueno, xi duque de Medina Sidonia (1642-1713) \| Juan Claros Alonso Pérez de Guzmán el Bueno, xi duque de Medina Sidonia (1642-1713) \| Juan Claros Alonso Pérez de Guzmán el Bueno, xi duque de Medina Sidonia (1642-1713) \| Juan Claros Alonso Pérez de Guzmán el Bueno, xi duque de Medina Sidonia (1642-1713) \| Juan Claros Alonso Pérez de Guzmán el Bueno, xi duque de Medina Sidonia (1642-1713) \| \| \| \| \| \| \| \| \| \| \| \| \| \| \| \| \| \| \| \| \| \| \| \| \| \| \| \| \| \| \| \| \| \| \| \| \| \| \| \| \| \| \| \| \| \| \| \| \| \| \| \| Manuel Alonso Pérez de Guzmán el Bueno, xii duque de Medina Sidonia (1671-1721) \| \| \| \| \| \| \| \| \| \| \| \| \| \| \| \| \| \| \| \| \| \| \| \| \| \| \| \| \| \| \| \| \| \| \| \| \| \| \| \| \| \| \| \| \| \| \| \| \| \| \| \| \| \| \| \| \| \| \| \| \| \| \| \| \| \| \| \| \| \| \| \| \| \| \| \| \| \| \| \| \| \| \| \| \| \| \| \| \| \| \| \| \| \| \| \| \| \| \| \| \| \| \| \| \| \| \| \| \| \| \| \| \| \| \| \| \| \| \| \| \| \| \| \| \| \| \| \| \| \| \| \| \| \| \| \| \| \| \| \| \| \| \| \| \| \| \| \| \| \| \| \| \| \| \| \| \| \| \| \| \| \| \| Domingo José Claros Alonso Pérez de Guzmán el Bueno, xiii duque de Medina Sidonia (1691-1739) \| Domingo José Claros Alonso Pérez de Guzmán el Bueno, xiii duque de Medina Sidonia (1691-1739) \| Domingo José Claros Alonso Pérez de Guzmán el Bueno, xiii duque de Medina Sidonia (1691-1739) \| Domingo José Claros Alonso Pérez de Guzmán el Bueno, xiii duque de Medina Sidonia (1691-1739) \| Domingo José Claros Alonso Pérez de Guzmán el Bueno, xiii duque de Medina Sidonia (1691-1739) \| Domingo José Claros Alonso Pérez de Guzmán el Bueno, xiii duque de Medina Sidonia (1691-1739) \| \| \| Juana Pérez de Guzmán el Bueno, marquesa de Villafranca († 1736) \| Juana Pérez de Guzmán el Bueno, marquesa de Villafranca († 1736) \| Juana Pérez de Guzmán el Bueno, marquesa de Villafranca († 1736) \| Juana Pérez de Guzmán el Bueno, marquesa de Villafranca († 1736) \| Juana Pérez de Guzmán el Bueno, marquesa de Villafranca († 1736) \| Juana Pérez de Guzmán el Bueno, marquesa de Villafranca († 1736) \| \| \| \| \| \| \| \| \| \| \| \| \| \| \| \| \| \| \| \| \| \| \| \| \| \| \| \| \| \| \| \| \| \| \| \| \| \| \| \| \| \| \| \| Domingo José Claros Alonso Pérez de Guzmán el Bueno, xiii duque de Medina Sidonia (1691-1739) \| Domingo José Claros Alonso Pérez de Guzmán el Bueno, xiii duque de Medina Sidonia (1691-1739) \| Domingo José Claros Alonso Pérez de Guzmán el Bueno, xiii duque de Medina Sidonia (1691-1739) \| Domingo José Claros Alonso Pérez de Guzmán el Bueno, xiii duque de Medina Sidonia (1691-1739) \| Domingo José Claros Alonso Pérez de Guzmán el Bueno, xiii duque de Medina Sidonia (1691-1739) \| Domingo José Claros Alonso Pérez de Guzmán el Bueno, xiii duque de Medina Sidonia (1691-1739) \| \| \| Juana Pérez de Guzmán el Bueno, marquesa de Villafranca († 1736) \| Juana Pérez de Guzmán el Bueno, marquesa de Villafranca († 1736) \| Juana Pérez de Guzmán el Bueno, marquesa de Villafranca († 1736) \| Juana Pérez de Guzmán el Bueno, marquesa de Villafranca († 1736) \| Juana Pérez de Guzmán el Bueno, marquesa de Villafranca († 1736) \| Juana Pérez de Guzmán el Bueno, marquesa de Villafranca († 1736) \| \| \| \| \| \| \| \| \| \| \| \| \| \| \| \| \| \| \| \| \| \| \| \| \| \| \| \| \| \| \| \| \| \| \| \| \| \| \| \| \| \| \| \| Pedro de Alcántara Alonso de Guzmán el Bueno, xiv duque de Medina Sidonia (1724-1777) \| Pedro de Alcántara Alonso de Guzmán el Bueno, xiv duque de Medina Sidonia (1724-1777) \| Pedro de Alcántara Alonso de Guzmán el Bueno, xiv duque de Medina Sidonia (1724-1777) \| Pedro de Alcántara Alonso de Guzmán el Bueno, xiv duque de Medina Sidonia (1724-1777) \| Pedro de Alcántara Alonso de Guzmán el Bueno, xiv duque de Medina Sidonia (1724-1777) \| Pedro de Alcántara Alonso de Guzmán el Bueno, xiv duque de Medina Sidonia (1724-1777) \| \| \| Antonio Álvarez de Toledo, x marqués de Villafranca (1716-1773) \| Antonio Álvarez de Toledo, x marqués de Villafranca (1716-1773) \| Antonio Álvarez de Toledo, x marqués de Villafranca (1716-1773) \| Antonio Álvarez de Toledo, x marqués de Villafranca (1716-1773) \| Antonio Álvarez de Toledo, x marqués de Villafranca (1716-1773) \| Antonio Álvarez de Toledo, x marqués de Villafranca (1716-1773) \| \| \| \| \| \| \| \| \| \| \| \| \| \| \| \| \| \| \| \| \| \| \| \| \| \| \| \| \| \| \| \| \| \| \| \| \| \| \| \| \| \| \| \| Pedro de Alcántara Alonso de Guzmán el Bueno, xiv duque de Medina Sidonia (1724-1777) \| Pedro de Alcántara Alonso de Guzmán el Bueno, xiv duque de Medina Sidonia (1724-1777) \| Pedro de Alcántara Alonso de Guzmán el Bueno, xiv duque de Medina Sidonia (1724-1777) \| Pedro de Alcántara Alonso de Guzmán el Bueno, xiv duque de Medina Sidonia (1724-1777) \| Pedro de Alcántara Alonso de Guzmán el Bueno, xiv duque de Medina Sidonia (1724-1777) \| Pedro de Alcántara Alonso de Guzmán el Bueno, xiv duque de Medina Sidonia (1724-1777) \| \| \| Antonio Álvarez de Toledo, x marqués de Villafranca (1716-1773) \| Antonio Álvarez de Toledo, x marqués de Villafranca (1716-1773) \| Antonio Álvarez de Toledo, x marqués de Villafranca (1716-1773) \| Antonio Álvarez de Toledo, x marqués de Villafranca (1716-1773) \| Antonio Álvarez de Toledo, x marqués de Villafranca (1716-1773) \| Antonio Álvarez de Toledo, x marqués de Villafranca (1716-1773) \| \| \| \| \| \| \| \| \| \| \| \| \| \| \| \| \| \| \| \| \| \| \| \| \| \| \| \| \| \| \| \| \| \| \| \| \| \| \| \| \| \| \| \| \| \| \| \| \| \| \| \| \| \| \| \| \| \| \| \| \| \| \| \| \| \| \| \| \| \| \| \| \| \| \| \| \| \| \| \| \| \| \| \| \| \| \| \| \| \| \| \| \| \| \| \| \| \| \| \| \| \| \| \| \| \| \| \| \| José Álvarez de Toledo, duque de Alba, xi marqués de Villafranca xv duque de Medina Sidonia (1756-1796) \| José Álvarez de Toledo, duque de Alba, xi marqués de Villafranca xv duque de Medina Sidonia (1756-1796) \| José Álvarez de Toledo, duque de Alba, xi marqués de Villafranca xv duque de Medina Sidonia (1756-1796) \| José Álvarez de Toledo, duque de Alba, xi marqués de Villafranca xv duque de Medina Sidonia (1756-1796) \| José Álvarez de Toledo, duque de Alba, xi marqués de Villafranca xv duque de Medina Sidonia (1756-1796) \| José Álvarez de Toledo, duque de Alba, xi marqués de Villafranca xv duque de Medina Sidonia (1756-1796) \| \| \| Francisco de Borja Álvarez de Toledo, xii marqués de Villafranca, xvi duque de Medina Sidonia (1763-1821) \| Francisco de Borja Álvarez de Toledo, xii marqués de Villafranca, xvi duque de Medina Sidonia (1763-1821) \| Francisco de Borja Álvarez de Toledo, xii marqués de Villafranca, xvi duque de Medina Sidonia (1763-1821) \| Francisco de Borja Álvarez de Toledo, xii marqués de Villafranca, xvi duque de Medina Sidonia (1763-1821) \| Francisco de Borja Álvarez de Toledo, xii marqués de Villafranca, xvi duque de Medina Sidonia (1763-1821) \| Francisco de Borja Álvarez de Toledo, xii marqués de Villafranca, xvi duque de Medina Sidonia (1763-1821) \| \| \| \| \| \| \| \| \| \| \| \| \| \| \| \| \| \| \| \| \| \| \| \| \| \| \| \| \| \| \| \| \| \| \| \| \| \| \| \| \| \| \| \| José Álvarez de Toledo, duque de Alba, xi marqués de Villafranca xv duque de Medina Sidonia (1756-1796) \| José Álvarez de Toledo, duque de Alba, xi marqués de Villafranca xv duque de Medina Sidonia (1756-1796) \| José Álvarez de Toledo, duque de Alba, xi marqués de Villafranca xv duque de Medina Sidonia (1756-1796) \| José Álvarez de Toledo, duque de Alba, xi marqués de Villafranca xv duque de Medina Sidonia (1756-1796) \| José Álvarez de Toledo, duque de Alba, xi marqués de Villafranca xv duque de Medina Sidonia (1756-1796) \| José Álvarez de Toledo, duque de Alba, xi marqués de Villafranca xv duque de Medina Sidonia (1756-1796) \| \| \| Francisco de Borja Álvarez de Toledo, xii marqués de Villafranca, xvi duque de Medina Sidonia (1763-1821) \| Francisco de Borja Álvarez de Toledo, xii marqués de Villafranca, xvi duque de Medina Sidonia (1763-1821) \| Francisco de Borja Álvarez de Toledo, xii marqués de Villafranca, xvi duque de Medina Sidonia (1763-1821) \| Francisco de Borja Álvarez de Toledo, xii marqués de Villafranca, xvi duque de Medina Sidonia (1763-1821) \| Francisco de Borja Álvarez de Toledo, xii marqués de Villafranca, xvi duque de Medina Sidonia (1763-1821) \| Francisco de Borja Álvarez de Toledo, xii marqués de Villafranca, xvi duque de Medina Sidonia (1763-1821) \| \| \| \| \| \| \| \| \| \| \| \| \| \| \| \| \| \| \| \| \| \| \| \| \| \| \| \| \| \| \| \| \| \| \| \| \| \| \| \| \| \| \| \| \| \| \| \| \| \| \| \| \| \| \| \| \| \| \| \| \| \| \| \| \| \| \| \| \| \| \| \| \| \| \| \| \| \| \| \| \| \| \| \| \| \| \| \| \| \| \| \| \| \| \| \| \| \| \| \| \| \| \| \| \| \| \| \| \| Francisco Álvarez de Toledo, x duque de Fernandina (1799-1816) \| Francisco Álvarez de Toledo, x duque de Fernandina (1799-1816) \| Francisco Álvarez de Toledo, x duque de Fernandina (1799-1816) \| Francisco Álvarez de Toledo, x duque de Fernandina (1799-1816) \| Francisco Álvarez de Toledo, x duque de Fernandina (1799-1816) \| Francisco Álvarez de Toledo, x duque de Fernandina (1799-1816) \| \| \| Pedro de Alcántara Álvarez de Toledo, xiii marqués de Villafranca, xvii duque de Medina Sidonia (1803-1867) \| Pedro de Alcántara Álvarez de Toledo, xiii marqués de Villafranca, xvii duque de Medina Sidonia (1803-1867) \| Pedro de Alcántara Álvarez de Toledo, xiii marqués de Villafranca, xvii duque de Medina Sidonia (1803-1867) \| Pedro de Alcántara Álvarez de Toledo, xiii marqués de Villafranca, xvii duque de Medina Sidonia (1803-1867) \| Pedro de Alcántara Álvarez de Toledo, xiii marqués de Villafranca, xvii duque de Medina Sidonia (1803-1867) \| Pedro de Alcántara Álvarez de Toledo, xiii marqués de Villafranca, xvii duque de Medina Sidonia (1803-1867) \| \| \| \| \| \| \| \| \| \| \| \| \| \| \| \| \| \| \| \| \| \| \| \| \| \| \| \| \| \| \| \| \| \| \| \| \| \| \| \| \| \| \| \| Francisco Álvarez de Toledo, x duque de Fernandina (1799-1816) \| Francisco Álvarez de Toledo, x duque de Fernandina (1799-1816) \| Francisco Álvarez de Toledo, x duque de Fernandina (1799-1816) \| Francisco Álvarez de Toledo, x duque de Fernandina (1799-1816) \| Francisco Álvarez de Toledo, x duque de Fernandina (1799-1816) \| Francisco Álvarez de Toledo, x duque de Fernandina (1799-1816) \| \| \| Pedro de Alcántara Álvarez de Toledo, xiii marqués de Villafranca, xvii duque de Medina Sidonia (1803-1867) \| Pedro de Alcántara Álvarez de Toledo, xiii marqués de Villafranca, xvii duque de Medina Sidonia (1803-1867) \| Pedro de Alcántara Álvarez de Toledo, xiii marqués de Villafranca, xvii duque de Medina Sidonia (1803-1867) \| Pedro de Alcántara Álvarez de Toledo, xiii marqués de Villafranca, xvii duque de Medina Sidonia (1803-1867) \| Pedro de Alcántara Álvarez de Toledo, xiii marqués de Villafranca, xvii duque de Medina Sidonia (1803-1867) \| Pedro de Alcántara Álvarez de Toledo, xiii marqués de Villafranca, xvii duque de Medina Sidonia (1803-1867) \| \| \| \| \| \| \| \| \| \| \| \| \| \| \| \| \| \| \| \| \| \| \| \| \| \| \| \| \| \| \| \| \| \| \| \| \| \| \| \| \| \| \| \| \| \| \| \| \| \| \| \| José Álvarez de Toledo, xviii duque de Medina Sidonia (1826-1900) \| \| \| \| \| \| \| \| \| \| \| \| \| \| \| \| \| \| \| \| \| \| \| \| \| \| \| \| \| \| \| \| \| \| \| \| \| \| \| \| \| \| \| \| \| \| \| \| \| \| \| \| \| \| \| \| \| \| \| \| \| \| \| \| \| \| \| \| \| \| \| \| \| \| \| \| \| \| \| \| \| \| \| \| \| \| \| \| \| \| \| \| \| \| \| \| \| \| \| \| \| \| \| \| \| \| \| \| \| \| \| \| \| \| \| \| \| \| \| \| \| \| \| \| \| \| \| \| \| \| \| \| \| \| \| \| \| \| \| \| \| \| \| \| \| \| \| \| \| \| \| \| \| \| \| \| \| \| \| \| \| \| \| \| \| \| \| \| \| \| \| Alonso Álvarez de Toledo, xv conde de Niebla (1850-1897) \| Alonso Álvarez de Toledo, xv conde de Niebla (1850-1897) \| Alonso Álvarez de Toledo, xv conde de Niebla (1850-1897) \| Alonso Álvarez de Toledo, xv conde de Niebla (1850-1897) \| Alonso Álvarez de Toledo, xv conde de Niebla (1850-1897) \| Alonso Álvarez de Toledo, xv conde de Niebla (1850-1897) \| \| \| Joaquín Álvarez de Toledo, xix duque de Medina Sidonia (1865-1915) \| Joaquín Álvarez de Toledo, xix duque de Medina Sidonia (1865-1915) \| Joaquín Álvarez de Toledo, xix duque de Medina Sidonia (1865-1915) \| Joaquín Álvarez de Toledo, xix duque de Medina Sidonia (1865-1915) \| Joaquín Álvarez de Toledo, xix duque de Medina Sidonia (1865-1915) \| Joaquín Álvarez de Toledo, xix duque de Medina Sidonia (1865-1915) \| \| \| \| \| \| \| \| \| \| \| \| \| \| \| \| \| \| \| \| \| \| \| \| \| \| \| \| \| \| \| \| \| \| \| \| \| \| \| \| \| \| \| \| Alonso Álvarez de Toledo, xv conde de Niebla (1850-1897) \| Alonso Álvarez de Toledo, xv conde de Niebla (1850-1897) \| Alonso Álvarez de Toledo, xv conde de Niebla (1850-1897) \| Alonso Álvarez de Toledo, xv conde de Niebla (1850-1897) \| Alonso Álvarez de Toledo, xv conde de Niebla (1850-1897) \| Alonso Álvarez de Toledo, xv conde de Niebla (1850-1897) \| \| \| Joaquín Álvarez de Toledo, xix duque de Medina Sidonia (1865-1915) \| Joaquín Álvarez de Toledo, xix duque de Medina Sidonia (1865-1915) \| Joaquín Álvarez de Toledo, xix duque de Medina Sidonia (1865-1915) \| Joaquín Álvarez de Toledo, xix duque de Medina Sidonia (1865-1915) \| Joaquín Álvarez de Toledo, xix duque de Medina Sidonia (1865-1915) \| Joaquín Álvarez de Toledo, xix duque de Medina Sidonia (1865-1915) \| \| \| \| \| \| \| \| \| \| \| \| \| \| \| \| \| \| \| \| \| \| \| \| \| \| \| \| \| \| \| \| \| \| \| \| \| \| \| \| \| \| \| \| \| \| \| \| \| \| \| \| Joaquín Álvarez de Toledo, xx duque de Medina Sidonia (1894-1955) \| \| \| \| \| \| \| \| \| \| \| \| \| \| \| \| \| \| \| \| \| \| \| \| \| \| \| \| \| \| \| \| \| \| \| \| \| \| \| \| \| \| \| \| \| \| \| \| \| \| \| \| \| \| \| \| \| \| \| \| \| \| \| \| \| \| \| \| \| \| \| \| \| \| \| \| \| \| \| \| \| \| \| \| \| \| \| \| \| \| \| \| \| \| \| \| \| \| \| \| \| \| \| \| \| \| \| \| \| \| \| \| \| \| Luisa Isabel Álvarez de Toledo, xxi duquesa de Medina Sidonia (1936-2008) \| \| \| \| \| \| \| \| \| \| \| \| \| \| \| \| \| \| \| \| \| \| \| \| \| \| \| \| \| \| \| \| \| \| \| \| \| \| \| \| \| \| \| \| \| \| \| \| \| \| \| \| \| \| \| \| \| \| \| \| \| \| \| \| \| \| \| \| \| \| \| \| \| \| \| \| \| \| \| \| \| \| \| \| \| \| \| \| \| \| \| \| \| \| \| \| \| \| \| \| \| \| \| \| \| \| \| \| \| \| \| \| \| \| Leoncio Alonso González de Gregorio, xxii duque de Medina Sidonia (n. 1956) \| \| \| \| \| \| \| \| \| \| \| \| \| \| \| \| \| \| \| \| \| \| \| \| \| \| \| \| \| \| \| \| \| \| \| \| \| \| \| \| \| \| \| \| \| \| \| \| \| \| \| \| \| \| \| \| \| \| \| \| \| \| \| \| \| \| \| \| \| \| \| \| \| \| \| \| \| \| \| \| \| \| \| \| \| \| \| \| \| \| \| \| \| \| \| \| \| \| \| \| \| \| \| \| \| \| \| \| \| \| \| \| \| \| Alonso González de Gregorio, xvi duque de Fernandina (n. 1983) \| \| \| \| \| \| \| \| \| \| \| \| \| \| \| \| |                                                           |                                                           |                                                           |                                                           |                                                           |                                                        |                                                        |                                                                                               |                                                                                               |                                                                                               |                                                                                               |                                                                                               |                                                                                               |                                                               |                                                               | | | | | | |                                                |                                                | | | | | | |                                           |  | | | | | | |  |  |                                                                             |                                                                    |                                                                    |                                                                    |                                                                    |                                                                    |  |  |  |  |  |  |  |  |  |  |
| |                                                           |                                                           |                                                           |                                                           |                                                           |                                                        |                                                        |                                                                                               |                                                                                               |                                                                                               |                                                                                               | Guzmán el Bueno, i señor de Sanlúcar (1256-1309)                                              |                                                                                               |                                                               |                                                               | | | | | | |                                                |                                                | | | | | | |                                           |  | | | | | | |  |  |                                                                             |                                                                    |                                                                    |                                                                    |                                                                    |                                                                    |  |  |  |  |  |  |  |  |  |  |
| |                                                           |                                                           |                                                           |                                                           |                                                           |                                                        |                                                        |                                                                                               |                                                                                               |                                                                                               |                                                                                               |                                                                                               |                                                                                               |                                                               |                                                               | | | | | | |                                                |                                                | | | | | | |                                           |  | | | | | | |  |  |                                                                             |                                                                    |                                                                    |                                                                    |                                                                    |                                                                    |  |  |  |  |  |  |  |  |  |  |
| |                                                           |                                                           |                                                           |                                                           |                                                           |                                                        |                                                        |                                                                                               |                                                                                               |                                                                                               |                                                                                               | Juan Alonso Pérez de Guzmán, ii señor de Sanlúcar (1285-1351)                                 | Juan Alonso Pérez de Guzmán, ii señor de Sanlúcar (1285-1351)                                 | Juan Alonso Pérez de Guzmán, ii señor de Sanlúcar (1285-1351) | Juan Alonso Pérez de Guzmán, ii señor de Sanlúcar (1285-1351) | Juan Alonso Pérez de Guzmán, ii señor de Sanlúcar (1285-1351)                                           | Juan Alonso Pérez de Guzmán, ii señor de Sanlúcar (1285-1351)                                           | | | Enrique II de Castilla (1334-1379)                                                                      | Enrique II de Castilla (1334-1379)                                                                      | Enrique II de Castilla (1334-1379)             | Enrique II de Castilla (1334-1379)             | Enrique II de Castilla (1334-1379)                                                                        | Enrique II de Castilla (1334-1379)                                                                        | | | | |                                           |  | | | | | | |  |  |                                                                             |                                                                    |                                                                    |                                                                    |                                                                    |                                                                    |  |  |  |  |  |  |  |  |  |  |
| |                                                           |                                                           |                                                           |                                                           |                                                           |                                                        |                                                        |                                                                                               |                                                                                               |                                                                                               |                                                                                               | Juan Alonso Pérez de Guzmán, ii señor de Sanlúcar (1285-1351)                                 | Juan Alonso Pérez de Guzmán, ii señor de Sanlúcar (1285-1351)                                 | Juan Alonso Pérez de Guzmán, ii señor de Sanlúcar (1285-1351) | Juan Alonso Pérez de Guzmán, ii señor de Sanlúcar (1285-1351) | Juan Alonso Pérez de Guzmán, ii señor de Sanlúcar (1285-1351)                                           | Juan Alonso Pérez de Guzmán, ii señor de Sanlúcar (1285-1351)                                           | | | Enrique II de Castilla (1334-1379)                                                                      | Enrique II de Castilla (1334-1379)                                                                      | Enrique II de Castilla (1334-1379)             | Enrique II de Castilla (1334-1379)             | Enrique II de Castilla (1334-1379)                                                                        | Enrique II de Castilla (1334-1379)                                                                        | | | | |                                           |  | | | | | | |  |  |                                                                             |                                                                    |                                                                    |                                                                    |                                                                    |                                                                    |  |  |  |  |  |  |  |  |  |  |
| |                                                           |                                                           |                                                           |                                                           |                                                           |                                                        |                                                        |                                                                                               |                                                                                               |                                                                                               |                                                                                               |                                                                                               |                                                                                               |                                                               |                                                               | | | | | | |                                                |                                                | | | | | | |                                           |  | | | | | | |  |  |                                                                             |                                                                    |                                                                    |                                                                    |                                                                    |                                                                    |  |  |  |  |  |  |  |  |  |  |
| |                                                           |                                                           |                                                           | Alonso Pérez de Guzmán, iii señor de Sanlúcar († 1365)    | Alonso Pérez de Guzmán, iii señor de Sanlúcar († 1365)    | Alonso Pérez de Guzmán, iii señor de Sanlúcar († 1365) | Alonso Pérez de Guzmán, iii señor de Sanlúcar († 1365) | Alonso Pérez de Guzmán, iii señor de Sanlúcar († 1365)                                        | Alonso Pérez de Guzmán, iii señor de Sanlúcar († 1365)                                        |                                                                                               |                                                                                               | Juan Alonso Pérez de Guzmán, i conde de Niebla (1342-1396)                                    | Juan Alonso Pérez de Guzmán, i conde de Niebla (1342-1396)                                    | Juan Alonso Pérez de Guzmán, i conde de Niebla (1342-1396)    | Juan Alonso Pérez de Guzmán, i conde de Niebla (1342-1396)    | Juan Alonso Pérez de Guzmán, i conde de Niebla (1342-1396)                                              | Juan Alonso Pérez de Guzmán, i conde de Niebla (1342-1396)                                              | | | Beatriz de Castilla, señora de Niebla († 1409)                                                          | Beatriz de Castilla, señora de Niebla († 1409)                                                          | Beatriz de Castilla, señora de Niebla († 1409) | Beatriz de Castilla, señora de Niebla († 1409) | Beatriz de Castilla, señora de Niebla († 1409)                                                            | Beatriz de Castilla, señora de Niebla († 1409)                                                            | | | | |                                           |  | | | | | | |  |  |                                                                             |                                                                    |                                                                    |                                                                    |                                                                    |                                                                    |  |  |  |  |  |  |  |  |  |  |
| |                                                           |                                                           |                                                           | Alonso Pérez de Guzmán, iii señor de Sanlúcar († 1365)    | Alonso Pérez de Guzmán, iii señor de Sanlúcar († 1365)    | Alonso Pérez de Guzmán, iii señor de Sanlúcar († 1365) | Alonso Pérez de Guzmán, iii señor de Sanlúcar († 1365) | Alonso Pérez de Guzmán, iii señor de Sanlúcar († 1365)                                        | Alonso Pérez de Guzmán, iii señor de Sanlúcar († 1365)                                        |                                                                                               |                                                                                               | Juan Alonso Pérez de Guzmán, i conde de Niebla (1342-1396)                                    | Juan Alonso Pérez de Guzmán, i conde de Niebla (1342-1396)                                    | Juan Alonso Pérez de Guzmán, i conde de Niebla (1342-1396)    | Juan Alonso Pérez de Guzmán, i conde de Niebla (1342-1396)    | Juan Alonso Pérez de Guzmán, i conde de Niebla (1342-1396)                                              | Juan Alonso Pérez de Guzmán, i conde de Niebla (1342-1396)                                              | | | Beatriz de Castilla, señora de Niebla († 1409)                                                          | Beatriz de Castilla, señora de Niebla († 1409)                                                          | Beatriz de Castilla, señora de Niebla († 1409) | Beatriz de Castilla, señora de Niebla († 1409) | Beatriz de Castilla, señora de Niebla († 1409)                                                            | Beatriz de Castilla, señora de Niebla († 1409)                                                            | | | | |                                           |  | | | | | | |  |  |                                                                             |                                                                    |                                                                    |                                                                    |                                                                    |                                                                    |  |  |  |  |  |  |  |  |  |  |
| |                                                           |                                                           |                                                           |                                                           |                                                           |                                                        |                                                        |                                                                                               |                                                                                               |                                                                                               |                                                                                               |                                                                                               |                                                                                               |                                                               |                                                               | | | | | | |                                                |                                                | | | | | | |                                           |  | | | | | | |  |  |                                                                             |                                                                    |                                                                    |                                                                    |                                                                    |                                                                    |  |  |  |  |  |  |  |  |  |  |
| |                                                           |                                                           |                                                           |                                                           |                                                           |                                                        |                                                        |                                                                                               |                                                                                               |                                                                                               |                                                                                               |                                                                                               |                                                                                               |                                                               |                                                               | Enrique de Guzmán, ii conde de Niebla (1391-1436)                                                       | | | | | |                                                |                                                | | | | | | |                                           |  | | | | | | |  |  |                                                                             |                                                                    |                                                                    |                                                                    |                                                                    |                                                                    |  |  |  |  |  |  |  |  |  |  |
| |                                                           |                                                           |                                                           |                                                           |                                                           |                                                        |                                                        |                                                                                               |                                                                                               |                                                                                               |                                                                                               |                                                                                               |                                                                                               |                                                               |                                                               | | | | | | |                                                |                                                | | | | | | |                                           |  | | | | | | |  |  |                                                                             |                                                                    |                                                                    |                                                                    |                                                                    |                                                                    |  |  |  |  |  |  |  |  |  |  |
| |                                                           |                                                           |                                                           |                                                           |                                                           |                                                        |                                                        |                                                                                               |                                                                                               |                                                                                               |                                                                                               |                                                                                               |                                                                                               |                                                               |                                                               | Juan Alonso Pérez de Guzmán, i duque de Medina Sidonia (1410-1468)                                      | | | | | |                                                |                                                | | | | | | |                                           |  | | | | | | |  |  |                                                                             |                                                                    |                                                                    |                                                                    |                                                                    |                                                                    |  |  |  |  |  |  |  |  |  |  |
| |                                                           |                                                           |                                                           |                                                           |                                                           |                                                        |                                                        |                                                                                               |                                                                                               |                                                                                               |                                                                                               |                                                                                               |                                                                                               |                                                               |                                                               | | | | | | |                                                |                                                | | | | | | |                                           |  | | | | | | |  |  |                                                                             |                                                                    |                                                                    |                                                                    |                                                                    |                                                                    |  |  |  |  |  |  |  |  |  |  |
| |                                                           |                                                           |                                                           |                                                           |                                                           |                                                        |                                                        |                                                                                               |                                                                                               |                                                                                               |                                                                                               |                                                                                               |                                                                                               |                                                               |                                                               | Enrique de Guzmán, ii duque de Medina Sidonia († 1492)                                                  | | | | | |                                                |                                                | | | | | | |                                           |  | | | | | | |  |  |                                                                             |                                                                    |                                                                    |                                                                    |                                                                    |                                                                    |  |  |  |  |  |  |  |  |  |  |
| |                                                           |                                                           |                                                           |                                                           |                                                           |                                                        |                                                        |                                                                                               |                                                                                               |                                                                                               |                                                                                               |                                                                                               |                                                                                               |                                                               |                                                               | | | | | | |                                                |                                                | | | | | | |                                           |  | | | | | | |  |  |                                                                             |                                                                    |                                                                    |                                                                    |                                                                    |                                                                    |  |  |  |  |  |  |  |  |  |  |
| |                                                           |                                                           |                                                           |                                                           |                                                           |                                                        |                                                        |                                                                                               |                                                                                               |                                                                                               |                                                                                               |                                                                                               |                                                                                               |                                                               |                                                               | Juan Alonso Pérez de Guzmán, iii duque de Medina Sidonia (1464-1507)                                    | | | | | |                                                |                                                | | | | | | |                                           |  | | | | | | |  |  |                                                                             |                                                                    |                                                                    |                                                                    |                                                                    |                                                                    |  |  |  |  |  |  |  |  |  |  |
| |                                                           |                                                           |                                                           |                                                           |                                                           |                                                        |                                                        |                                                                                               |                                                                                               |                                                                                               |                                                                                               |                                                                                               |                                                                                               |                                                               |                                                               | | | | | | |                                                |                                                | | | | | | |                                           |  | | | | | | |  |  |                                                                             |                                                                    |                                                                    |                                                                    |                                                                    |                                                                    |  |  |  |  |  |  |  |  |  |  |
| |                                                           |                                                           |                                                           |                                                           |                                                           |                                                        |                                                        |                                                                                               |                                                                                               |                                                                                               |                                                                                               |                                                                                               |                                                                                               |                                                               |                                                               | | | | | | |                                                |                                                | | | | | | |                                           |  | | | | | | |  |  |                                                                             |                                                                    |                                                                    |                                                                    |                                                                    |                                                                    |  |  |  |  |  |  |  |  |  |  |
| Enrique de Guzmán, iv duque de Medina Sidonia (1494-1513) | Enrique de Guzmán, iv duque de Medina Sidonia (1494-1513) | Enrique de Guzmán, iv duque de Medina Sidonia (1494-1513) | Enrique de Guzmán, iv duque de Medina Sidonia (1494-1513) | Enrique de Guzmán, iv duque de Medina Sidonia (1494-1513) | Enrique de Guzmán, iv duque de Medina Sidonia (1494-1513) |                                                        |                                                        | Alonso Pérez de Guzmán, v duque de Medina Sidonia († 1549)                                    | Alonso Pérez de Guzmán, v duque de Medina Sidonia († 1549)                                    | Alonso Pérez de Guzmán, v duque de Medina Sidonia († 1549)                                    | Alonso Pérez de Guzmán, v duque de Medina Sidonia († 1549)                                    | Alonso Pérez de Guzmán, v duque de Medina Sidonia († 1549)                                    | Alonso Pérez de Guzmán, v duque de Medina Sidonia († 1549)                                    |                                                               |                                                               | Juan Alonso Pérez de Guzmán, vi duque de Medina Sidonia (1502-1558)                                     | Juan Alonso Pérez de Guzmán, vi duque de Medina Sidonia (1502-1558)                                     | Juan Alonso Pérez de Guzmán, vi duque de Medina Sidonia (1502-1558)                                     | Juan Alonso Pérez de Guzmán, vi duque de Medina Sidonia (1502-1558)                                     | Juan Alonso Pérez de Guzmán, vi duque de Medina Sidonia (1502-1558)                                     | Juan Alonso Pérez de Guzmán, vi duque de Medina Sidonia (1502-1558)                                     |                                                |                                                | Pedro de Guzmán, i conde de Olivares (1503-1569)                                                          | Pedro de Guzmán, i conde de Olivares (1503-1569)                                                          | Pedro de Guzmán, i conde de Olivares (1503-1569)                                                          | Pedro de Guzmán, i conde de Olivares (1503-1569)                                                          | Pedro de Guzmán, i conde de Olivares (1503-1569)                                                          | Pedro de Guzmán, i conde de Olivares (1503-1569)                                                          |                                           |  | | | | | | |  |  |                                                                             |                                                                    |                                                                    |                                                                    |                                                                    |                                                                    |  |  |  |  |  |  |  |  |  |  |
| Enrique de Guzmán, iv duque de Medina Sidonia (1494-1513) | Enrique de Guzmán, iv duque de Medina Sidonia (1494-1513) | Enrique de Guzmán, iv duque de Medina Sidonia (1494-1513) | Enrique de Guzmán, iv duque de Medina Sidonia (1494-1513) | Enrique de Guzmán, iv duque de Medina Sidonia (1494-1513) | Enrique de Guzmán, iv duque de Medina Sidonia (1494-1513) |                                                        |                                                        | Alonso Pérez de Guzmán, v duque de Medina Sidonia († 1549)                                    | Alonso Pérez de Guzmán, v duque de Medina Sidonia († 1549)                                    | Alonso Pérez de Guzmán, v duque de Medina Sidonia († 1549)                                    | Alonso Pérez de Guzmán, v duque de Medina Sidonia († 1549)                                    | Alonso Pérez de Guzmán, v duque de Medina Sidonia († 1549)                                    | Alonso Pérez de Guzmán, v duque de Medina Sidonia († 1549)                                    |                                                               |                                                               | Juan Alonso Pérez de Guzmán, vi duque de Medina Sidonia (1502-1558)                                     | Juan Alonso Pérez de Guzmán, vi duque de Medina Sidonia (1502-1558)                                     | Juan Alonso Pérez de Guzmán, vi duque de Medina Sidonia (1502-1558)                                     | Juan Alonso Pérez de Guzmán, vi duque de Medina Sidonia (1502-1558)                                     | Juan Alonso Pérez de Guzmán, vi duque de Medina Sidonia (1502-1558)                                     | Juan Alonso Pérez de Guzmán, vi duque de Medina Sidonia (1502-1558)                                     |                                                |                                                | Pedro de Guzmán, i conde de Olivares (1503-1569)                                                          | Pedro de Guzmán, i conde de Olivares (1503-1569)                                                          | Pedro de Guzmán, i conde de Olivares (1503-1569)                                                          | Pedro de Guzmán, i conde de Olivares (1503-1569)                                                          | Pedro de Guzmán, i conde de Olivares (1503-1569)                                                          | Pedro de Guzmán, i conde de Olivares (1503-1569)                                                          | Con sucesión en la casa de Olivares.      |  | | | | | | |  |  |                                                                             |                                                                    |                                                                    |                                                                    |                                                                    |                                                                    |  |  |  |  |  |  |  |  |  |  |
| |                                                           |                                                           |                                                           |                                                           |                                                           |                                                        |                                                        |                                                                                               |                                                                                               |                                                                                               |                                                                                               |                                                                                               |                                                                                               |                                                               |                                                               | Juan Claros de Guzmán, ix conde de Niebla (1519-1556)                                                   | | | | | |                                                |                                                | | | | | | |                                           |  | | | | | | |  |  |                                                                             |                                                                    |                                                                    |                                                                    |                                                                    |                                                                    |  |  |  |  |  |  |  |  |  |  |
| |                                                           |                                                           |                                                           |                                                           |                                                           |                                                        |                                                        |                                                                                               |                                                                                               |                                                                                               |                                                                                               |                                                                                               |                                                                                               |                                                               |                                                               | | | | | | |                                                |                                                | | | | | | |                                           |  | | | | | | |  |  |                                                                             |                                                                    |                                                                    |                                                                    |                                                                    |                                                                    |  |  |  |  |  |  |  |  |  |  |
| |                                                           |                                                           |                                                           |                                                           |                                                           |                                                        |                                                        |                                                                                               |                                                                                               |                                                                                               |                                                                                               |                                                                                               |                                                                                               |                                                               |                                                               | Alonso Pérez de Guzmán el Bueno, vii duque de Medina Sidonia (1550-1619)                                | | | | | |                                                |                                                | | | | | | |                                           |  | | | | | | |  |  |                                                                             |                                                                    |                                                                    |                                                                    |                                                                    |                                                                    |  |  |  |  |  |  |  |  |  |  |
| |                                                           |                                                           |                                                           |                                                           |                                                           |                                                        |                                                        |                                                                                               |                                                                                               |                                                                                               |                                                                                               |                                                                                               |                                                                                               |                                                               |                                                               | | | | | | |                                                |                                                | | | | | | |                                           |  | | | | | | |  |  |                                                                             |                                                                    |                                                                    |                                                                    |                                                                    |                                                                    |  |  |  |  |  |  |  |  |  |  |
| |                                                           |                                                           |                                                           |                                                           |                                                           |                                                        |                                                        |                                                                                               |                                                                                               |                                                                                               |                                                                                               |                                                                                               |                                                                                               |                                                               |                                                               | Manuel Alonso Pérez de Guzmán el Bueno, viii duque de Medina Sidonia (1579-1636)                        | | | | | |                                                |                                                | | | | | | |                                           |  | | | | | | |  |  |                                                                             |                                                                    |                                                                    |                                                                    |                                                                    |                                                                    |  |  |  |  |  |  |  |  |  |  |
| |                                                           |                                                           |                                                           |                                                           |                                                           |                                                        |                                                        |                                                                                               |                                                                                               |                                                                                               |                                                                                               |                                                                                               |                                                                                               |                                                               |                                                               | | | | | | |                                                |                                                | | | | | | |                                           |  | | | | | | |  |  |                                                                             |                                                                    |                                                                    |                                                                    |                                                                    |                                                                    |  |  |  |  |  |  |  |  |  |  |
| |                                                           |                                                           |                                                           |                                                           |                                                           |                                                        |                                                        |                                                                                               |                                                                                               |                                                                                               |                                                                                               |                                                                                               |                                                                                               |                                                               |                                                               | | | | | | |                                                |                                                | | | | | | |                                           |  | | | | | | |  |  |                                                                             |                                                                    |                                                                    |                                                                    |                                                                    |                                                                    |  |  |  |  |  |  |  |  |  |  |
| |                                                           |                                                           |                                                           |                                                           |                                                           |                                                        |                                                        |                                                                                               |                                                                                               |                                                                                               |                                                                                               |                                                                                               |                                                                                               |                                                               |                                                               | Gaspar Alonso Pérez de Guzmán el Bueno, ix duque de Medina Sidonia (1602-1664)                          | Gaspar Alonso Pérez de Guzmán el Bueno, ix duque de Medina Sidonia (1602-1664)                          | Gaspar Alonso Pérez de Guzmán el Bueno, ix duque de Medina Sidonia (1602-1664)                          | Gaspar Alonso Pérez de Guzmán el Bueno, ix duque de Medina Sidonia (1602-1664)                          | Gaspar Alonso Pérez de Guzmán el Bueno, ix duque de Medina Sidonia (1602-1664)                          | Gaspar Alonso Pérez de Guzmán el Bueno, ix duque de Medina Sidonia (1602-1664)                          |                                                |                                                | Luisa de Guzmán, reina de Portugal (1613-1666)                                                            | Luisa de Guzmán, reina de Portugal (1613-1666)                                                            | Luisa de Guzmán, reina de Portugal (1613-1666)                                                            | Luisa de Guzmán, reina de Portugal (1613-1666)                                                            | Luisa de Guzmán, reina de Portugal (1613-1666)                                                            | Luisa de Guzmán, reina de Portugal (1613-1666)                                                            |                                           |  | | | | | | |  |  |                                                                             |                                                                    |                                                                    |                                                                    |                                                                    |                                                                    |  |  |  |  |  |  |  |  |  |  |
| |                                                           |                                                           |                                                           |                                                           |                                                           |                                                        |                                                        |                                                                                               |                                                                                               |                                                                                               |                                                                                               |                                                                                               |                                                                                               |                                                               |                                                               | Gaspar Alonso Pérez de Guzmán el Bueno, ix duque de Medina Sidonia (1602-1664)                          | Gaspar Alonso Pérez de Guzmán el Bueno, ix duque de Medina Sidonia (1602-1664)                          | Gaspar Alonso Pérez de Guzmán el Bueno, ix duque de Medina Sidonia (1602-1664)                          | Gaspar Alonso Pérez de Guzmán el Bueno, ix duque de Medina Sidonia (1602-1664)                          | Gaspar Alonso Pérez de Guzmán el Bueno, ix duque de Medina Sidonia (1602-1664)                          | Gaspar Alonso Pérez de Guzmán el Bueno, ix duque de Medina Sidonia (1602-1664)                          |                                                |                                                | Luisa de Guzmán, reina de Portugal (1613-1666)                                                            | Luisa de Guzmán, reina de Portugal (1613-1666)                                                            | Luisa de Guzmán, reina de Portugal (1613-1666)                                                            | Luisa de Guzmán, reina de Portugal (1613-1666)                                                            | Luisa de Guzmán, reina de Portugal (1613-1666)                                                            | Luisa de Guzmán, reina de Portugal (1613-1666)                                                            | Con sucesión en la casa real de Portugal. |  | | | | | | |  |  |                                                                             |                                                                    |                                                                    |                                                                    |                                                                    |                                                                    |  |  |  |  |  |  |  |  |  |  |
| |                                                           |                                                           |                                                           |                                                           |                                                           |                                                        |                                                        |                                                                                               |                                                                                               |                                                                                               |                                                                                               |                                                                                               |                                                                                               |                                                               |                                                               | | | | | | |                                                |                                                | | | | | | |                                           |  | | | | | | |  |  |                                                                             |                                                                    |                                                                    |                                                                    |                                                                    |                                                                    |  |  |  |  |  |  |  |  |  |  |
| |                                                           |                                                           |                                                           |                                                           |                                                           |                                                        |                                                        | Gaspar Juan Alonso Pérez de Guzmán el Bueno, x duque de Medina Sidonia († 1667)               | Gaspar Juan Alonso Pérez de Guzmán el Bueno, x duque de Medina Sidonia († 1667)               | Gaspar Juan Alonso Pérez de Guzmán el Bueno, x duque de Medina Sidonia († 1667)               | Gaspar Juan Alonso Pérez de Guzmán el Bueno, x duque de Medina Sidonia († 1667)               | Gaspar Juan Alonso Pérez de Guzmán el Bueno, x duque de Medina Sidonia († 1667)               | Gaspar Juan Alonso Pérez de Guzmán el Bueno, x duque de Medina Sidonia († 1667)               |                                                               |                                                               | Juan Claros Alonso Pérez de Guzmán el Bueno, xi duque de Medina Sidonia (1642-1713)                     | Juan Claros Alonso Pérez de Guzmán el Bueno, xi duque de Medina Sidonia (1642-1713)                     | Juan Claros Alonso Pérez de Guzmán el Bueno, xi duque de Medina Sidonia (1642-1713)                     | Juan Claros Alonso Pérez de Guzmán el Bueno, xi duque de Medina Sidonia (1642-1713)                     | Juan Claros Alonso Pérez de Guzmán el Bueno, xi duque de Medina Sidonia (1642-1713)                     | Juan Claros Alonso Pérez de Guzmán el Bueno, xi duque de Medina Sidonia (1642-1713)                     |                                                |                                                | | | | | | |                                           |  | | | | | | |  |  |                                                                             |                                                                    |                                                                    |                                                                    |                                                                    |                                                                    |  |  |  |  |  |  |  |  |  |  |
| |                                                           |                                                           |                                                           |                                                           |                                                           |                                                        |                                                        | Gaspar Juan Alonso Pérez de Guzmán el Bueno, x duque de Medina Sidonia († 1667)               | Gaspar Juan Alonso Pérez de Guzmán el Bueno, x duque de Medina Sidonia († 1667)               | Gaspar Juan Alonso Pérez de Guzmán el Bueno, x duque de Medina Sidonia († 1667)               | Gaspar Juan Alonso Pérez de Guzmán el Bueno, x duque de Medina Sidonia († 1667)               | Gaspar Juan Alonso Pérez de Guzmán el Bueno, x duque de Medina Sidonia († 1667)               | Gaspar Juan Alonso Pérez de Guzmán el Bueno, x duque de Medina Sidonia († 1667)               |                                                               |                                                               | Juan Claros Alonso Pérez de Guzmán el Bueno, xi duque de Medina Sidonia (1642-1713)                     | Juan Claros Alonso Pérez de Guzmán el Bueno, xi duque de Medina Sidonia (1642-1713)                     | Juan Claros Alonso Pérez de Guzmán el Bueno, xi duque de Medina Sidonia (1642-1713)                     | Juan Claros Alonso Pérez de Guzmán el Bueno, xi duque de Medina Sidonia (1642-1713)                     | Juan Claros Alonso Pérez de Guzmán el Bueno, xi duque de Medina Sidonia (1642-1713)                     | Juan Claros Alonso Pérez de Guzmán el Bueno, xi duque de Medina Sidonia (1642-1713)                     |                                                |                                                | | | | | | |                                           |  | | | | | | |  |  |                                                                             |                                                                    |                                                                    |                                                                    |                                                                    |                                                                    |  |  |  |  |  |  |  |  |  |  |
| |                                                           |                                                           |                                                           |                                                           |                                                           |                                                        |                                                        |                                                                                               |                                                                                               |                                                                                               |                                                                                               |                                                                                               |                                                                                               |                                                               |                                                               | Manuel Alonso Pérez de Guzmán el Bueno, xii duque de Medina Sidonia (1671-1721)                         | | | | | |                                                |                                                | | | | | | |                                           |  | | | | | | |  |  |                                                                             |                                                                    |                                                                    |                                                                    |                                                                    |                                                                    |  |  |  |  |  |  |  |  |  |  |
| |                                                           |                                                           |                                                           |                                                           |                                                           |                                                        |                                                        |                                                                                               |                                                                                               |                                                                                               |                                                                                               |                                                                                               |                                                                                               |                                                               |                                                               | | | | | | |                                                |                                                | | | | | | |                                           |  | | | | | | |  |  |                                                                             |                                                                    |                                                                    |                                                                    |                                                                    |                                                                    |  |  |  |  |  |  |  |  |  |  |
| |                                                           |                                                           |                                                           |                                                           |                                                           |                                                        |                                                        |                                                                                               |                                                                                               |                                                                                               |                                                                                               |                                                                                               |                                                                                               |                                                               |                                                               | | | | | | |                                                |                                                | | | | | | |                                           |  | | | | | | |  |  |                                                                             |                                                                    |                                                                    |                                                                    |                                                                    |                                                                    |  |  |  |  |  |  |  |  |  |  |
| |                                                           |                                                           |                                                           |                                                           |                                                           |                                                        |                                                        | Domingo José Claros Alonso Pérez de Guzmán el Bueno, xiii duque de Medina Sidonia (1691-1739) | Domingo José Claros Alonso Pérez de Guzmán el Bueno, xiii duque de Medina Sidonia (1691-1739) | Domingo José Claros Alonso Pérez de Guzmán el Bueno, xiii duque de Medina Sidonia (1691-1739) | Domingo José Claros Alonso Pérez de Guzmán el Bueno, xiii duque de Medina Sidonia (1691-1739) | Domingo José Claros Alonso Pérez de Guzmán el Bueno, xiii duque de Medina Sidonia (1691-1739) | Domingo José Claros Alonso Pérez de Guzmán el Bueno, xiii duque de Medina Sidonia (1691-1739) |                                                               |                                                               | Juana Pérez de Guzmán el Bueno, marquesa de Villafranca († 1736)                                        | Juana Pérez de Guzmán el Bueno, marquesa de Villafranca († 1736)                                        | Juana Pérez de Guzmán el Bueno, marquesa de Villafranca († 1736)                                        | Juana Pérez de Guzmán el Bueno, marquesa de Villafranca († 1736)                                        | Juana Pérez de Guzmán el Bueno, marquesa de Villafranca († 1736)                                        | Juana Pérez de Guzmán el Bueno, marquesa de Villafranca († 1736)                                        |                                                |                                                | | | | | | |                                           |  | | | | | | |  |  |                                                                             |                                                                    |                                                                    |                                                                    |                                                                    |                                                                    |  |  |  |  |  |  |  |  |  |  |
| |                                                           |                                                           |                                                           |                                                           |                                                           |                                                        |                                                        | Domingo José Claros Alonso Pérez de Guzmán el Bueno, xiii duque de Medina Sidonia (1691-1739) | Domingo José Claros Alonso Pérez de Guzmán el Bueno, xiii duque de Medina Sidonia (1691-1739) | Domingo José Claros Alonso Pérez de Guzmán el Bueno, xiii duque de Medina Sidonia (1691-1739) | Domingo José Claros Alonso Pérez de Guzmán el Bueno, xiii duque de Medina Sidonia (1691-1739) | Domingo José Claros Alonso Pérez de Guzmán el Bueno, xiii duque de Medina Sidonia (1691-1739) | Domingo José Claros Alonso Pérez de Guzmán el Bueno, xiii duque de Medina Sidonia (1691-1739) |                                                               |                                                               | Juana Pérez de Guzmán el Bueno, marquesa de Villafranca († 1736)                                        | Juana Pérez de Guzmán el Bueno, marquesa de Villafranca († 1736)                                        | Juana Pérez de Guzmán el Bueno, marquesa de Villafranca († 1736)                                        | Juana Pérez de Guzmán el Bueno, marquesa de Villafranca († 1736)                                        | Juana Pérez de Guzmán el Bueno, marquesa de Villafranca († 1736)                                        | Juana Pérez de Guzmán el Bueno, marquesa de Villafranca († 1736)                                        |                                                |                                                | | | | | | |                                           |  | | | | | | |  |  |                                                                             |                                                                    |                                                                    |                                                                    |                                                                    |                                                                    |  |  |  |  |  |  |  |  |  |  |
| |                                                           |                                                           |                                                           |                                                           |                                                           |                                                        |                                                        | Pedro de Alcántara Alonso de Guzmán el Bueno, xiv duque de Medina Sidonia (1724-1777)         | Pedro de Alcántara Alonso de Guzmán el Bueno, xiv duque de Medina Sidonia (1724-1777)         | Pedro de Alcántara Alonso de Guzmán el Bueno, xiv duque de Medina Sidonia (1724-1777)         | Pedro de Alcántara Alonso de Guzmán el Bueno, xiv duque de Medina Sidonia (1724-1777)         | Pedro de Alcántara Alonso de Guzmán el Bueno, xiv duque de Medina Sidonia (1724-1777)         | Pedro de Alcántara Alonso de Guzmán el Bueno, xiv duque de Medina Sidonia (1724-1777)         |                                                               |                                                               | Antonio Álvarez de Toledo, x marqués de Villafranca (1716-1773)                                         | Antonio Álvarez de Toledo, x marqués de Villafranca (1716-1773)                                         | Antonio Álvarez de Toledo, x marqués de Villafranca (1716-1773)                                         | Antonio Álvarez de Toledo, x marqués de Villafranca (1716-1773)                                         | Antonio Álvarez de Toledo, x marqués de Villafranca (1716-1773)                                         | Antonio Álvarez de Toledo, x marqués de Villafranca (1716-1773)                                         |                                                |                                                | | | | | | |                                           |  | | | | | | |  |  |                                                                             |                                                                    |                                                                    |                                                                    |                                                                    |                                                                    |  |  |  |  |  |  |  |  |  |  |
| |                                                           |                                                           |                                                           |                                                           |                                                           |                                                        |                                                        | Pedro de Alcántara Alonso de Guzmán el Bueno, xiv duque de Medina Sidonia (1724-1777)         | Pedro de Alcántara Alonso de Guzmán el Bueno, xiv duque de Medina Sidonia (1724-1777)         | Pedro de Alcántara Alonso de Guzmán el Bueno, xiv duque de Medina Sidonia (1724-1777)         | Pedro de Alcántara Alonso de Guzmán el Bueno, xiv duque de Medina Sidonia (1724-1777)         | Pedro de Alcántara Alonso de Guzmán el Bueno, xiv duque de Medina Sidonia (1724-1777)         | Pedro de Alcántara Alonso de Guzmán el Bueno, xiv duque de Medina Sidonia (1724-1777)         |                                                               |                                                               | Antonio Álvarez de Toledo, x marqués de Villafranca (1716-1773)                                         | Antonio Álvarez de Toledo, x marqués de Villafranca (1716-1773)                                         | Antonio Álvarez de Toledo, x marqués de Villafranca (1716-1773)                                         | Antonio Álvarez de Toledo, x marqués de Villafranca (1716-1773)                                         | Antonio Álvarez de Toledo, x marqués de Villafranca (1716-1773)                                         | Antonio Álvarez de Toledo, x marqués de Villafranca (1716-1773)                                         |                                                |                                                | | | | | | |                                           |  | | | | | | |  |  |                                                                             |                                                                    |                                                                    |                                                                    |                                                                    |                                                                    |  |  |  |  |  |  |  |  |  |  |
| |                                                           |                                                           |                                                           |                                                           |                                                           |                                                        |                                                        |                                                                                               |                                                                                               |                                                                                               |                                                                                               |                                                                                               |                                                                                               |                                                               |                                                               | | | | | | |                                                |                                                | | | | | | |                                           |  | | | | | | |  |  |                                                                             |                                                                    |                                                                    |                                                                    |                                                                    |                                                                    |  |  |  |  |  |  |  |  |  |  |
| |                                                           |                                                           |                                                           |                                                           |                                                           |                                                        |                                                        |                                                                                               |                                                                                               |                                                                                               |                                                                                               |                                                                                               |                                                                                               |                                                               |                                                               | José Álvarez de Toledo, duque de Alba, xi marqués de Villafranca xv duque de Medina Sidonia (1756-1796) | José Álvarez de Toledo, duque de Alba, xi marqués de Villafranca xv duque de Medina Sidonia (1756-1796) | José Álvarez de Toledo, duque de Alba, xi marqués de Villafranca xv duque de Medina Sidonia (1756-1796) | José Álvarez de Toledo, duque de Alba, xi marqués de Villafranca xv duque de Medina Sidonia (1756-1796) | José Álvarez de Toledo, duque de Alba, xi marqués de Villafranca xv duque de Medina Sidonia (1756-1796) | José Álvarez de Toledo, duque de Alba, xi marqués de Villafranca xv duque de Medina Sidonia (1756-1796) |                                                |                                                | Francisco de Borja Álvarez de Toledo, xii marqués de Villafranca, xvi duque de Medina Sidonia (1763-1821) | Francisco de Borja Álvarez de Toledo, xii marqués de Villafranca, xvi duque de Medina Sidonia (1763-1821) | Francisco de Borja Álvarez de Toledo, xii marqués de Villafranca, xvi duque de Medina Sidonia (1763-1821) | Francisco de Borja Álvarez de Toledo, xii marqués de Villafranca, xvi duque de Medina Sidonia (1763-1821) | Francisco de Borja Álvarez de Toledo, xii marqués de Villafranca, xvi duque de Medina Sidonia (1763-1821) | Francisco de Borja Álvarez de Toledo, xii marqués de Villafranca, xvi duque de Medina Sidonia (1763-1821) |                                           |  | | | | | | |  |  |                                                                             |                                                                    |                                                                    |                                                                    |                                                                    |                                                                    |  |  |  |  |  |  |  |  |  |  |
| |                                                           |                                                           |                                                           |                                                           |                                                           |                                                        |                                                        |                                                                                               |                                                                                               |                                                                                               |                                                                                               |                                                                                               |                                                                                               |                                                               |                                                               | José Álvarez de Toledo, duque de Alba, xi marqués de Villafranca xv duque de Medina Sidonia (1756-1796) | José Álvarez de Toledo, duque de Alba, xi marqués de Villafranca xv duque de Medina Sidonia (1756-1796) | José Álvarez de Toledo, duque de Alba, xi marqués de Villafranca xv duque de Medina Sidonia (1756-1796) | José Álvarez de Toledo, duque de Alba, xi marqués de Villafranca xv duque de Medina Sidonia (1756-1796) | José Álvarez de Toledo, duque de Alba, xi marqués de Villafranca xv duque de Medina Sidonia (1756-1796) | José Álvarez de Toledo, duque de Alba, xi marqués de Villafranca xv duque de Medina Sidonia (1756-1796) |                                                |                                                | Francisco de Borja Álvarez de Toledo, xii marqués de Villafranca, xvi duque de Medina Sidonia (1763-1821) | Francisco de Borja Álvarez de Toledo, xii marqués de Villafranca, xvi duque de Medina Sidonia (1763-1821) | Francisco de Borja Álvarez de Toledo, xii marqués de Villafranca, xvi duque de Medina Sidonia (1763-1821) | Francisco de Borja Álvarez de Toledo, xii marqués de Villafranca, xvi duque de Medina Sidonia (1763-1821) | Francisco de Borja Álvarez de Toledo, xii marqués de Villafranca, xvi duque de Medina Sidonia (1763-1821) | Francisco de Borja Álvarez de Toledo, xii marqués de Villafranca, xvi duque de Medina Sidonia (1763-1821) |                                           |  | | | | | | |  |  |                                                                             |                                                                    |                                                                    |                                                                    |                                                                    |                                                                    |  |  |  |  |  |  |  |  |  |  |
| |                                                           |                                                           |                                                           |                                                           |                                                           |                                                        |                                                        |                                                                                               |                                                                                               |                                                                                               |                                                                                               |                                                                                               |                                                                                               |                                                               |                                                               | | | | | | |                                                |                                                | | | | | | |                                           |  | | | | | | |  |  |                                                                             |                                                                    |                                                                    |                                                                    |                                                                    |                                                                    |  |  |  |  |  |  |  |  |  |  |
| |                                                           |                                                           |                                                           |                                                           |                                                           |                                                        |                                                        |                                                                                               |                                                                                               |                                                                                               |                                                                                               |                                                                                               |                                                                                               |                                                               |                                                               | | | | | | |                                                |                                                | Francisco Álvarez de Toledo, x duque de Fernandina (1799-1816)                                            | Francisco Álvarez de Toledo, x duque de Fernandina (1799-1816)                                            | Francisco Álvarez de Toledo, x duque de Fernandina (1799-1816)                                            | Francisco Álvarez de Toledo, x duque de Fernandina (1799-1816)                                            | Francisco Álvarez de Toledo, x duque de Fernandina (1799-1816)                                            | Francisco Álvarez de Toledo, x duque de Fernandina (1799-1816)                                            |                                           |  | Pedro de Alcántara Álvarez de Toledo, xiii marqués de Villafranca, xvii duque de Medina Sidonia (1803-1867) | Pedro de Alcántara Álvarez de Toledo, xiii marqués de Villafranca, xvii duque de Medina Sidonia (1803-1867) | Pedro de Alcántara Álvarez de Toledo, xiii marqués de Villafranca, xvii duque de Medina Sidonia (1803-1867) | Pedro de Alcántara Álvarez de Toledo, xiii marqués de Villafranca, xvii duque de Medina Sidonia (1803-1867) | Pedro de Alcántara Álvarez de Toledo, xiii marqués de Villafranca, xvii duque de Medina Sidonia (1803-1867) | Pedro de Alcántara Álvarez de Toledo, xiii marqués de Villafranca, xvii duque de Medina Sidonia (1803-1867) |  |  |                                                                             |                                                                    |                                                                    |                                                                    |                                                                    |                                                                    |  |  |  |  |  |  |  |  |  |  |
| |                                                           |                                                           |                                                           |                                                           |                                                           |                                                        |                                                        |                                                                                               |                                                                                               |                                                                                               |                                                                                               |                                                                                               |                                                                                               |                                                               |                                                               | | | | | | |                                                |                                                | Francisco Álvarez de Toledo, x duque de Fernandina (1799-1816)                                            | Francisco Álvarez de Toledo, x duque de Fernandina (1799-1816)                                            | Francisco Álvarez de Toledo, x duque de Fernandina (1799-1816)                                            | Francisco Álvarez de Toledo, x duque de Fernandina (1799-1816)                                            | Francisco Álvarez de Toledo, x duque de Fernandina (1799-1816)                                            | Francisco Álvarez de Toledo, x duque de Fernandina (1799-1816)                                            |                                           |  | Pedro de Alcántara Álvarez de Toledo, xiii marqués de Villafranca, xvii duque de Medina Sidonia (1803-1867) | Pedro de Alcántara Álvarez de Toledo, xiii marqués de Villafranca, xvii duque de Medina Sidonia (1803-1867) | Pedro de Alcántara Álvarez de Toledo, xiii marqués de Villafranca, xvii duque de Medina Sidonia (1803-1867) | Pedro de Alcántara Álvarez de Toledo, xiii marqués de Villafranca, xvii duque de Medina Sidonia (1803-1867) | Pedro de Alcántara Álvarez de Toledo, xiii marqués de Villafranca, xvii duque de Medina Sidonia (1803-1867) | Pedro de Alcántara Álvarez de Toledo, xiii marqués de Villafranca, xvii duque de Medina Sidonia (1803-1867) |  |  |                                                                             |                                                                    |                                                                    |                                                                    |                                                                    |                                                                    |  |  |  |  |  |  |  |  |  |  |
| |                                                           |                                                           |                                                           |                                                           |                                                           |                                                        |                                                        |                                                                                               |                                                                                               |                                                                                               |                                                                                               |                                                                                               |                                                                                               |                                                               |                                                               | | | | | | |                                                |                                                | | | | | | |                                           |  | José Álvarez de Toledo, xviii duque de Medina Sidonia (1826-1900)                                           | | | | | |  |  |                                                                             |                                                                    |                                                                    |                                                                    |                                                                    |                                                                    |  |  |  |  |  |  |  |  |  |  |
| |                                                           |                                                           |                                                           |                                                           |                                                           |                                                        |                                                        |                                                                                               |                                                                                               |                                                                                               |                                                                                               |                                                                                               |                                                                                               |                                                               |                                                               | | | | | | |                                                |                                                | | | | | | |                                           |  | | | | | | |  |  |                                                                             |                                                                    |                                                                    |                                                                    |                                                                    |                                                                    |  |  |  |  |  |  |  |  |  |  |
| |                                                           |                                                           |                                                           |                                                           |                                                           |                                                        |                                                        |                                                                                               |                                                                                               |                                                                                               |                                                                                               |                                                                                               |                                                                                               |                                                               |                                                               | | | | | | |                                                |                                                | | | | | | |                                           |  | | | | | | |  |  |                                                                             |                                                                    |                                                                    |                                                                    |                                                                    |                                                                    |  |  |  |  |  |  |  |  |  |  |
| |                                                           |                                                           |                                                           |                                                           |                                                           |                                                        |                                                        |                                                                                               |                                                                                               |                                                                                               |                                                                                               |                                                                                               |                                                                                               |                                                               |                                                               | | | | | | |                                                |                                                | | | | | | |                                           |  | Alonso Álvarez de Toledo, xv conde de Niebla (1850-1897)                                                    | Alonso Álvarez de Toledo, xv conde de Niebla (1850-1897)                                                    | Alonso Álvarez de Toledo, xv conde de Niebla (1850-1897)                                                    | Alonso Álvarez de Toledo, xv conde de Niebla (1850-1897)                                                    | Alonso Álvarez de Toledo, xv conde de Niebla (1850-1897)                                                    | Alonso Álvarez de Toledo, xv conde de Niebla (1850-1897)                                                    |  |  | Joaquín Álvarez de Toledo, xix duque de Medina Sidonia (1865-1915)          | Joaquín Álvarez de Toledo, xix duque de Medina Sidonia (1865-1915) | Joaquín Álvarez de Toledo, xix duque de Medina Sidonia (1865-1915) | Joaquín Álvarez de Toledo, xix duque de Medina Sidonia (1865-1915) | Joaquín Álvarez de Toledo, xix duque de Medina Sidonia (1865-1915) | Joaquín Álvarez de Toledo, xix duque de Medina Sidonia (1865-1915) |  |  |  |  |  |  |  |  |  |  |
| |                                                           |                                                           |                                                           |                                                           |                                                           |                                                        |                                                        |                                                                                               |                                                                                               |                                                                                               |                                                                                               |                                                                                               |                                                                                               |                                                               |                                                               | | | | | | |                                                |                                                | | | | | | |                                           |  | Alonso Álvarez de Toledo, xv conde de Niebla (1850-1897)                                                    | Alonso Álvarez de Toledo, xv conde de Niebla (1850-1897)                                                    | Alonso Álvarez de Toledo, xv conde de Niebla (1850-1897)                                                    | Alonso Álvarez de Toledo, xv conde de Niebla (1850-1897)                                                    | Alonso Álvarez de Toledo, xv conde de Niebla (1850-1897)                                                    | Alonso Álvarez de Toledo, xv conde de Niebla (1850-1897)                                                    |  |  | Joaquín Álvarez de Toledo, xix duque de Medina Sidonia (1865-1915)          | Joaquín Álvarez de Toledo, xix duque de Medina Sidonia (1865-1915) | Joaquín Álvarez de Toledo, xix duque de Medina Sidonia (1865-1915) | Joaquín Álvarez de Toledo, xix duque de Medina Sidonia (1865-1915) | Joaquín Álvarez de Toledo, xix duque de Medina Sidonia (1865-1915) | Joaquín Álvarez de Toledo, xix duque de Medina Sidonia (1865-1915) |  |  |  |  |  |  |  |  |  |  |
| |                                                           |                                                           |                                                           |                                                           |                                                           |                                                        |                                                        |                                                                                               |                                                                                               |                                                                                               |                                                                                               |                                                                                               |                                                                                               |                                                               |                                                               | | | | | | |                                                |                                                | | | | | | |                                           |  | | | | | | |  |  | Joaquín Álvarez de Toledo, xx duque de Medina Sidonia (1894-1955)           |                                                                    |                                                                    |                                                                    |                                                                    |                                                                    |  |  |  |  |  |  |  |  |  |  |
| |                                                           |                                                           |                                                           |                                                           |                                                           |                                                        |                                                        |                                                                                               |                                                                                               |                                                                                               |                                                                                               |                                                                                               |                                                                                               |                                                               |                                                               | | | | | | |                                                |                                                | | | | | | |                                           |  | | | | | | |  |  |                                                                             |                                                                    |                                                                    |                                                                    |                                                                    |                                                                    |  |  |  |  |  |  |  |  |  |  |
| |                                                           |                                                           |                                                           |                                                           |                                                           |                                                        |                                                        |                                                                                               |                                                                                               |                                                                                               |                                                                                               |                                                                                               |                                                                                               |                                                               |                                                               | | | | | | |                                                |                                                | | | | | | |                                           |  | | | | | | |  |  | Luisa Isabel Álvarez de Toledo, xxi duquesa de Medina Sidonia (1936-2008)   |                                                                    |                                                                    |                                                                    |                                                                    |                                                                    |  |  |  |  |  |  |  |  |  |  |
| |                                                           |                                                           |                                                           |                                                           |                                                           |                                                        |                                                        |                                                                                               |                                                                                               |                                                                                               |                                                                                               |                                                                                               |                                                                                               |                                                               |                                                               | | | | | | |                                                |                                                | | | | | | |                                           |  | | | | | | |  |  |                                                                             |                                                                    |                                                                    |                                                                    |                                                                    |                                                                    |  |  |  |  |  |  |  |  |  |  |
| |                                                           |                                                           |                                                           |                                                           |                                                           |                                                        |                                                        |                                                                                               |                                                                                               |                                                                                               |                                                                                               |                                                                                               |                                                                                               |                                                               |                                                               | | | | | | |                                                |                                                | | | | | | |                                           |  | | | | | | |  |  | Leoncio Alonso González de Gregorio, xxii duque de Medina Sidonia (n. 1956) |                                                                    |                                                                    |                                                                    |                                                                    |                                                                    |  |  |  |  |  |  |  |  |  |  |
| |                                                           |                                                           |                                                           |                                                           |                                                           |                                                        |                                                        |                                                                                               |                                                                                               |                                                                                               |                                                                                               |                                                                                               |                                                                                               |                                                               |                                                               | | | | | | |                                                |                                                | | | | | | |                                           |  | | | | | | |  |  |                                                                             |                                                                    |                                                                    |                                                                    |                                                                    |                                                                    |  |  |  |  |  |  |  |  |  |  |
| |                                                           |                                                           |                                                           |                                                           |                                                           |                                                        |                                                        |                                                                                               |                                                                                               |                                                                                               |                                                                                               |                                                                                               |                                                                                               |                                                               |                                                               | | | | | | |                                                |                                                | | | | | | |                                           |  | | | | | | |  |  | Alonso González de Gregorio, xvi duque de Fernandina (n. 1983)              |                                                                    |                                                                    |                                                                    |                                                                    |                                                                    |  |  |  |  |  |  |  |  |  |  |

## Historia de los duques de Medina Sidonia

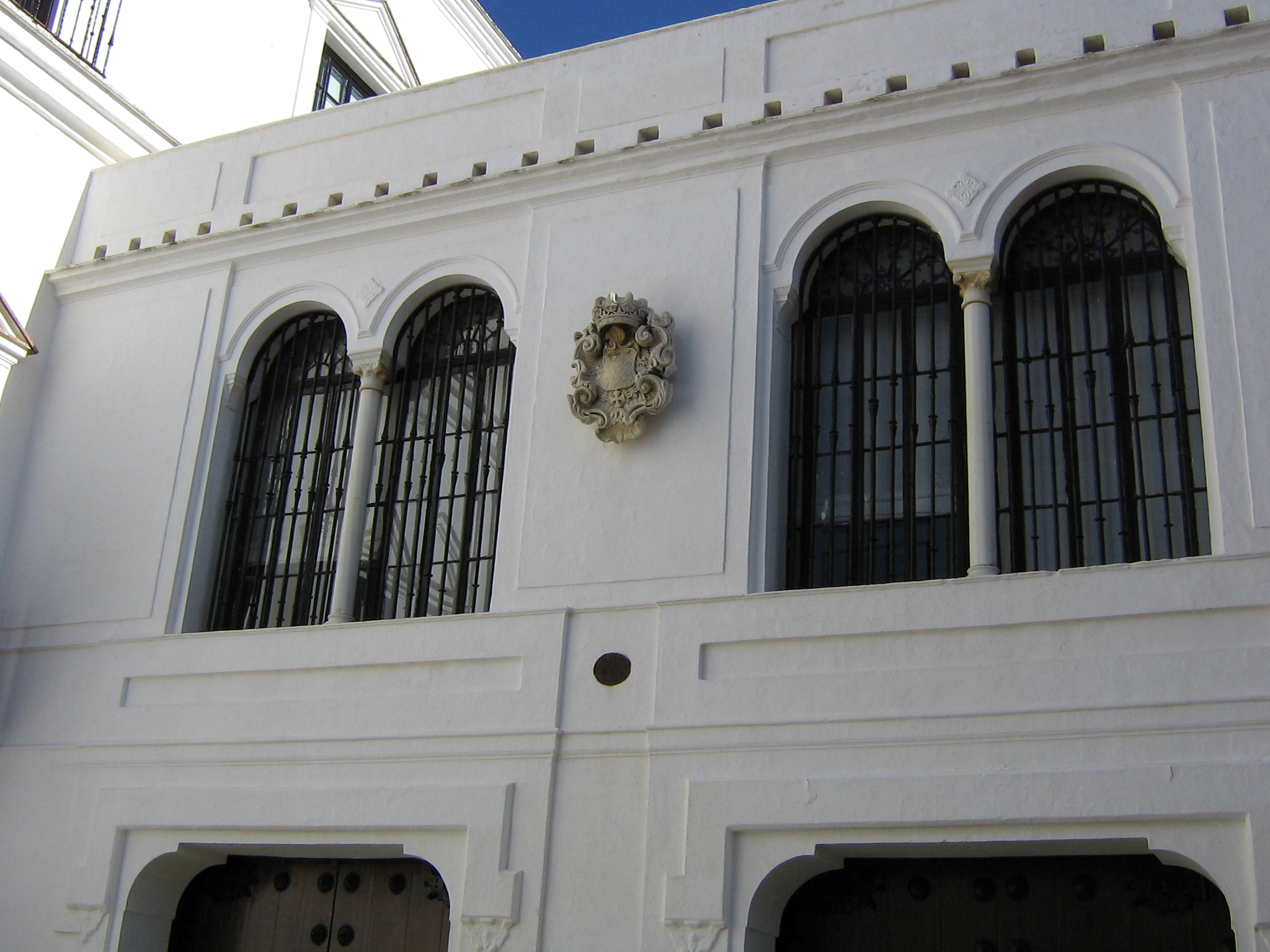
Detalle de la fachada del Palacio de los duques de Medina Sidonia en Sanlúcar de Barrameda

- Juan Alonso Pérez de Guzmán (1410-diciembre de 1468), I duque de Medina Sidonia,[8]  III conde de Niebla y VI señor de Ayamonte, Lepe, Sanlúcar de Barrameda, Gibraltar[1] y La Redondela. Era hijo de Enrique de Guzmán, III conde de Niebla y de Teresa de Orozco, también llamada Teresa de Figueroa, hija de Lorenzo I Suárez de Figueroa, maestre de la Orden de Santiago, y de su segunda mujer María de Orozco, III señora de Escamilla[1] y Santa Olalla.

Casó en 1434 con María de la Cerda, señora de Huelva y de Saltés, hija de Luis de la Cerda, III conde de Medinaceli, y de Juana de Sarmiento. Sin descendencia. Fuera de su matrimonio, tuvo varios hijos ilegítimos con ocho mujeres diferentes. Con Isabel de Meneses y Fonseca, de linaje portugués, con quien casó poco antes de morir, tuvo, entre otros, a Enrique de Guzmán que le sucedió en sus títulos y estados:
- Enrique Pérez de Guzmán y Meneses (c. 1434-Sanlúcar de Barrameda, 25 de agosto de 1492), II duque de Medina Sidonia,[8] IV conde de Niebla, I marqués de Gibraltar en 1488,[10] señor de Sanlúcar de Barrameda.[9] y capitán general de la frontera de Andalucía.[11]

Casó con Leonor de Mendoza y Ribera, hija de Per Afán de Ribera y de María de Mendoza, condesa de los Morales. Sucedió el único hijo nacido de este matrimonio:
- Juan Pérez de Guzmán el Bueno (1464-Sevilla, 10 de julio de 1507, III duque de Medina Sidonia,[8] I marqués de Cazaza en 1506,[12] y conquistador de Sevilla.[11]

Casó en primeras nupcias en 1488 con Isabel de Velasco (m. 1496). Contrajo un segundo matrimonio en 1501 con Leonor de Zúñiga. Sucedió su hijo del primer matrimonio:
- Enrique Pérez de Guzmán (m. enero de 1513), IV duque de Medina Sidonia.[8]

Casó con María Girón. Sucedió su medio hermano, hijo del segundo matrimonio de su padre:
- Alonso Pérez de Guzmán, V duque de Medina Sidonia.[8]

Casó en 1513 con Ana de Aragón y Gurrea, matrimonio anulado en 1518. En 1518, por cesión. sucedió su hermano:
- Juan Alonso Pérez de Guzmán (m. 26 de noviembre de 1559), VI duque de Medina Sidonia[8] y embajador en Portugal.[11]

Casó en 1518 con Ana de Aragón y Gurrea. Sucedió su nieto:
- Alonso Pérez de Guzmán el Bueno (m. 27 de julio de 1559), VII duque de Medina Sidonia,[8] capitán general de la Armada en Inglaterra, gobernador de Milán y caballero de la Orden del Toisón de Oro.[11]

Casó el 1 de marzo de 1572 con Ana de Silva y Mendoza (m. 1610). Sucedió su hijo:
- Juan Manuel Alonso Pérez de Guzmán el Bueno (m. antes del 23 de marzo de 1636), VIII duque de Medina Sidonia,[8] consejero de Estado y caballero de la Orden del Toisón de Oro.[11]

Casó el 16 de noviembre de 1598 con Juana de Sandoval y Rojas (m. 1624). Sucedió su hijo:
- Gaspar Alonso Pérez de Guzmán el Bueno (m. 4 de noviembre de 1664), IX duque de Medina Sidonia,[8]

Casó en primeras nupcias con Ana de Guzmán y en segundas el 1 de marzo de 1640 con Juana Fernández de Córdoba (m. 1680).  Sucedió su hijo del primer matrimonio:
- Gaspar Juan Alonso Pérez de Guzmán el Bueno (m. 8 de febrero de 1667), X duque de Medina Sidonia.[8]

Casó el 26 de diciembre de 1657 con Antonia de Haro y Guzmán. Sucedió su hermano:
- Juan Claros Alonso Pérez de Guzmán el Bueno (m. 15 de diciembre de 1713),  XI duque de Medina Sidonia,[8] consejero de Estado y de Guerra, virrey de Cataluña y caballerizo mayor.[11]

Casó en primeras nupcias el 27 de septiembre de 1669 con Antonia Pimentel. Contrajo un segundo matrimonio el 18 de abril de 1678 con Mariana Núñez de Guzmán, IV duquesa de Medina de las Torres. Sucedió su hijo del primer matrimonio:
- Manuel Alonso Pérez de Guzmán el Bueno (m. 2 de abril de 1721) XII duque de Medina Sidonia.[8]

Casó el 1 de septiembre de 1687 con Luisa María de Silva y Mendoza (m. 1722). Sucedió su hijo:
- Domingo José Claros Alonso Pérez de Guzmán el Bueno (m. 17 de agosto de 1739), XIII duque de Medina Sidonia[8] y caballero de la Orden del Toisón de Oro.[11]

Casó el 8 de julio de 1722 con Josefa Fenícula Pacheco y Téllez-Girón. Sucedió su hijo:
- Pedro de Alcántara Alonso de Guzmán el Bueno (m. 6 de enero de 1779), XIV duque de Medina Sidonia,[8] caballerizo mayor de la reina y caballero de la Orden del Toisón de Oro.[11]

Casó el 22 de octubre de 1743 con María Ana de Silva y Toledo (m. 1778). Sucedió su sobrino:

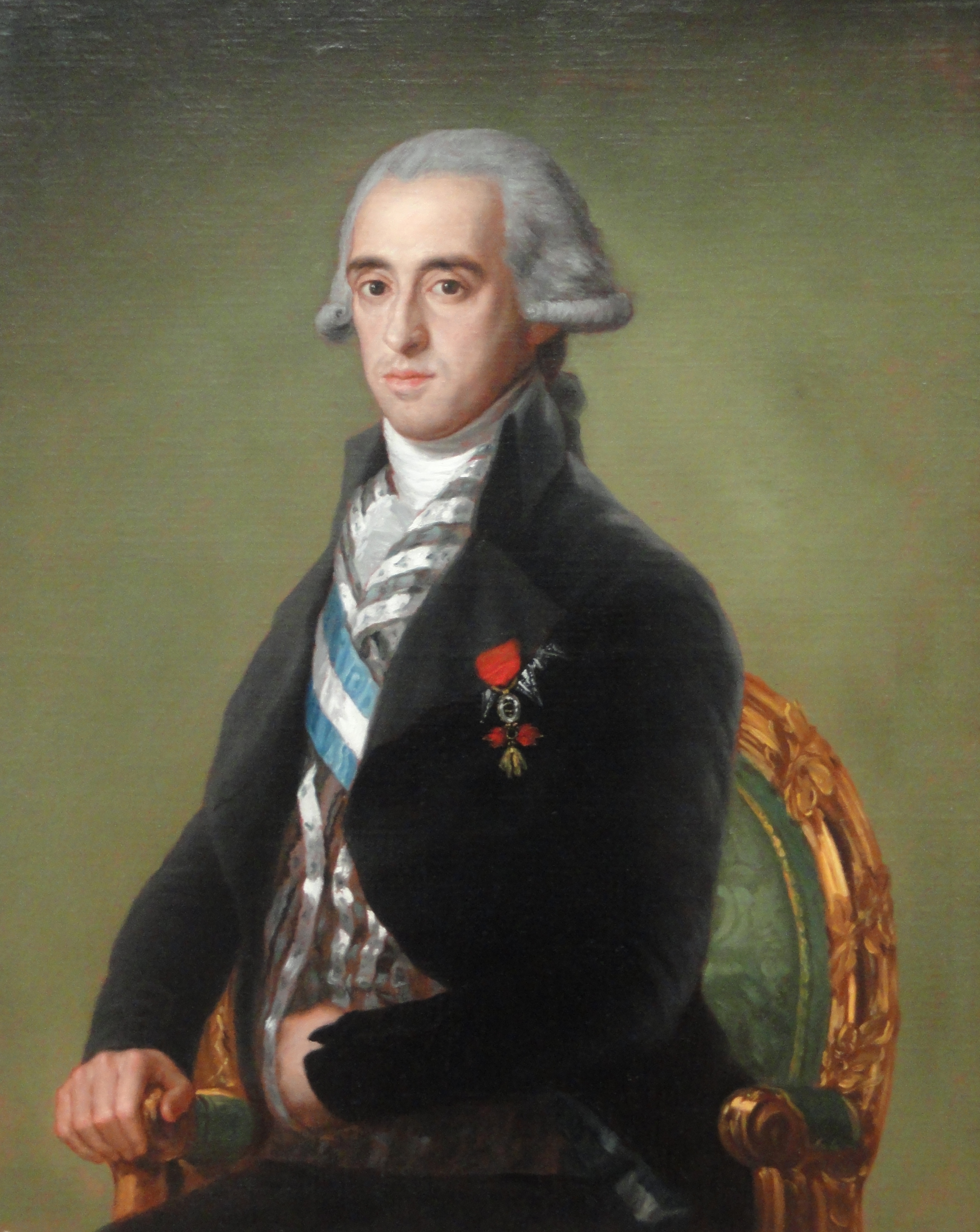
José Álvarez de Toledo, XV duque de Medina Sidonia, duque consorte de Alba, por Goya (1795), Art Institute of Chicago

- José María Álvarez de Toledo y Guzmán (m. 9 de junio de 1796), XV duque de Medina Sidonia,[8] académico de Bellas Artes y caballero de la Orden del Toisón de Oro.[11]

Casó el 15 de enero de 1775 con María Pilar Teresa Cayetana de Silva y Toledo, XIII duquesa de Alba.  Sucedió su hermano:
- Francisco de Borja Álvarez de Toledo y Silva (m. 12 de febrero de 1821), XVI duque de Medina Sidonia,[8] teniente general, consejero de Estado y caballerizo mayor de la reina.[13]

Casó el 29 de enero de 1798 con María Tomasa Portocarrero y Palafox (m. 1836). Sucedió su hijo:
- Pedro de Alcántara Álvarez de Toledo y Silva (m. 10 de enero de 1867), XVII duque de Medina Sidonia[8] y senador.[14]

Contrajo matrimonio el 12 de septiembre de 1822 con María Joaquina de Silva y Téllez-Girón (m. 1876). En 9 de marzo de 1868 sucedió su hijo:
- José Joaquín Álvarez de Toledo y Silva (m. 15 de febrero de 1900), XVIII duque de Medina Sidonia,[8][15] caballerizo mayor, senador y caballero de la Orden del Toisón de Oro.[14]

Casó el 26 de septiembre de 1846 con Rosalía Caro Álvarez de Toledo (m. 1903). El 31 de enero de 1901 sucedió su hijo:
- Joaquín Álvarez de Toledo y Caro (m. 9 de junio de 1915), XIX duque de Medina Sidonia,[8][16]

El 8 de enero de 1917 sucedió su hijo:
- Joaquín Álvarez de Toledo y Caro (m. 11 de diciembre de 1955) XX duque de Medina Sidonia.[8]

Casó en primeras nupcias el 12 de octubre de 1931 con María del Carmen Maura y Herrera (m. 1946). Contrajo un segundo matrimonio en 1951 con María Concepción García Faria y Monteys (m. 1990). El 6 de diciembre de 1957 sucedió su hija:

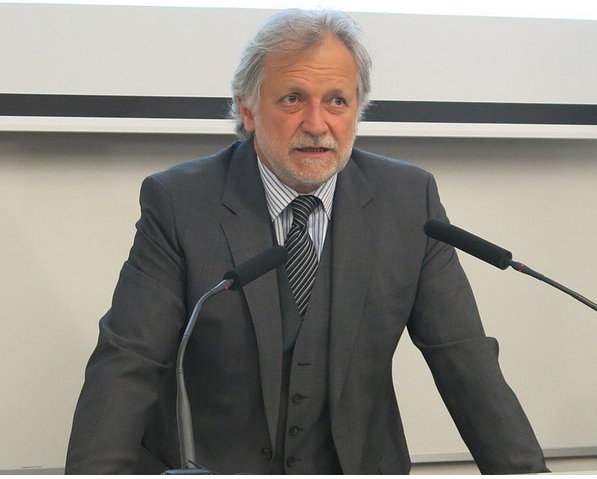
Leoncio Alonso González de Gregorio y Álvarez de Toledo, actual duque de Medina Sidonia

- Luisa Isabel Álvarez de Toledo y Maura (m. 7 de marzo de 2008), XXI duquesa de Medina Sidonia,[8][17]

Casó el 16 de julio de 1955 con Leoncio González de Gregorio y Martí, divorciados en 2005. El 7 de marzo de 2008 contrajo un segundo matrimonio in articulo mortis con su secretaria Liliane Dahlmann. El 1 de septiembre de 2008 sucedió su hijo:
- Leoncio Alonso González de Gregorio y Álvarez de Toledo, XXII duque de Medina Sidonia,[8][18]

Casó en primeras nupcias el 12 de diciembre de 1982 con María Montserrat de Viñamata y Martorell. Casó en segundas nupcias el 12 de julio de 2001 con Pamela García Damían.